# Panthéon bouddhiste japonais
Le panthéon bouddhiste japonais désigne la multitude (le panthéon) de divers bouddhas, bodhisattvas et divinités inférieures et d'éminents maîtres religieux du bouddhisme. Un Panthéon bouddhiste existe dans une certaine mesure dans le Mahāyāna, mais il est particulièrement caractéristique du Vajrayana bouddhisme ésotérique, y compris le bouddhisme tibétain et surtout le bouddhisme Shingon, qu'il a officialisé dans une large mesure. Dans l'ancien Panthéon bouddhiste japonais, plus de 3 000 bouddhas ou divinités ont été recensés, bien que de nos jours la plupart des temples se concentrent sur un bouddha et quelques bodhisattvas. 

## Histoire

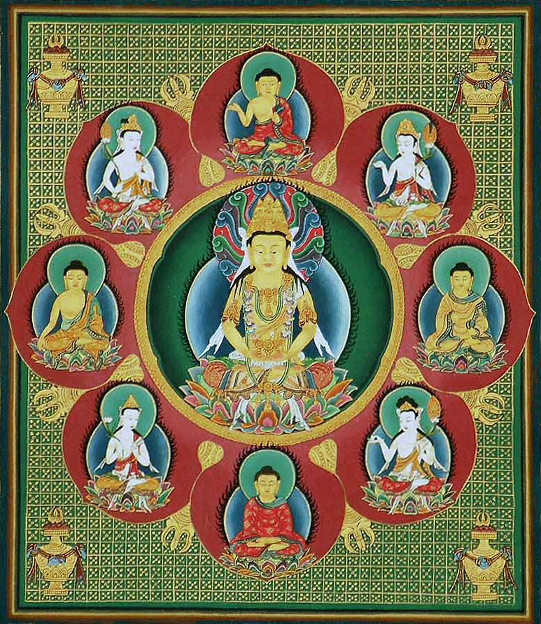
Un mandala japonais des cinq dhyani bouddhas et autres Bodhisattvas, entourant le Bouddha central Mahavairocana.

Au début, le bouddhisme pré-sectaire avait une position assez vague sur l'existence et l'effet des divinités. En effet, le bouddhisme est souvent considéré comme athée en raison de sa négation du dieu créateur et de sa responsabilité humaine. Cependant, presque toutes les écoles bouddhistes modernes acceptent l'existence de dieux ; le principal point de divergence concerne l'influence de ces dieux. Le Theravāda a tendance à minimiser l'importance des dieux sur les grandes écoles, contrairement au Mahayana et au Vajrayana.    
Le riche panthéon bouddhiste du nord du bouddhisme dérive finalement du vajrayana et du tantrisme. Les racines dévotionnelles historiques du bouddhisme panthéiste semblent remonter à la période de l'empire kouchan. La première mention appropriée d'un panthéon bouddhiste apparaît au Guhyasamāja (IIIe – IVe siècles), dans laquelle sont mentionnés cinq bouddhas dont les émanations constituent une famille,. 
Au IXe siècle, sous le roi Pala Dharmapala, le panthéon bouddhiste avait déjà grossi pour atteindre environ mille bouddhas. Au Japon, Kūkai a introduit le bouddhisme ésotérique Shingon et son panthéon bouddhiste, également au IXe siècle.

## Structure hiérarchique du panthéon bouddhiste
Le panthéon bouddhiste dans le bouddhisme japonais est défini par une hiérarchie dans laquelle les bouddhas occupent la plus haute catégorie, suivis dans l'ordre par les nombreux bodhisattvas, les rois de la sagesse, les divinités, les « apparitions indirectes » et enfin les patriarches et religieux éminents. 
| Niveau   | Catégorie                     | Nomenclature japonaise    |
| -------- | ----------------------------- | ------------------------- |
| Niveau 1 | Bouddhéité                    | Nyorai-bu (如来部)        |
| Niveau 2 | Bodhisattvas                  | Bosatsu-bu (菩薩部)       |
| Niveau 3 | Rois de la sagesse            | Myōō-bu (明王部)          |
| Niveau 4 | Divinités célestes            | Ten-bu (天部)             |
| Niveau 5 | Apparitions circonstancielles | Gongen (権現)             |
| Niveau 6 | Maîtres religieux             | Kōsō - Soshi (高僧・祖師) |

Un groupe de statues célèbre, le mandala situé dans le temple Tō-ji à Kyōto, présente certains des principaux éléments et structures du panthéon bouddhiste. Le mandala a été réalisé au IXe siècle et offert à Kūkai. Émile Guimet en apporta une copie à Paris, en France, à la fin du XIXe siècle, copie qui se trouve maintenant au musée Guimet.    
Le bouddhisme japonais a incorporé de nombreuses divinités shintō dans son panthéon et réciproquement. Le shingon japonais a également d'autres catégories, telles que les treize bouddhas. Le bouddhisme zen a cependant clairement rejeté les fortes conceptions polythéistes du bouddhisme orthodoxe.   

### Niveau 1: Bouddhas (Nyorai-bu)

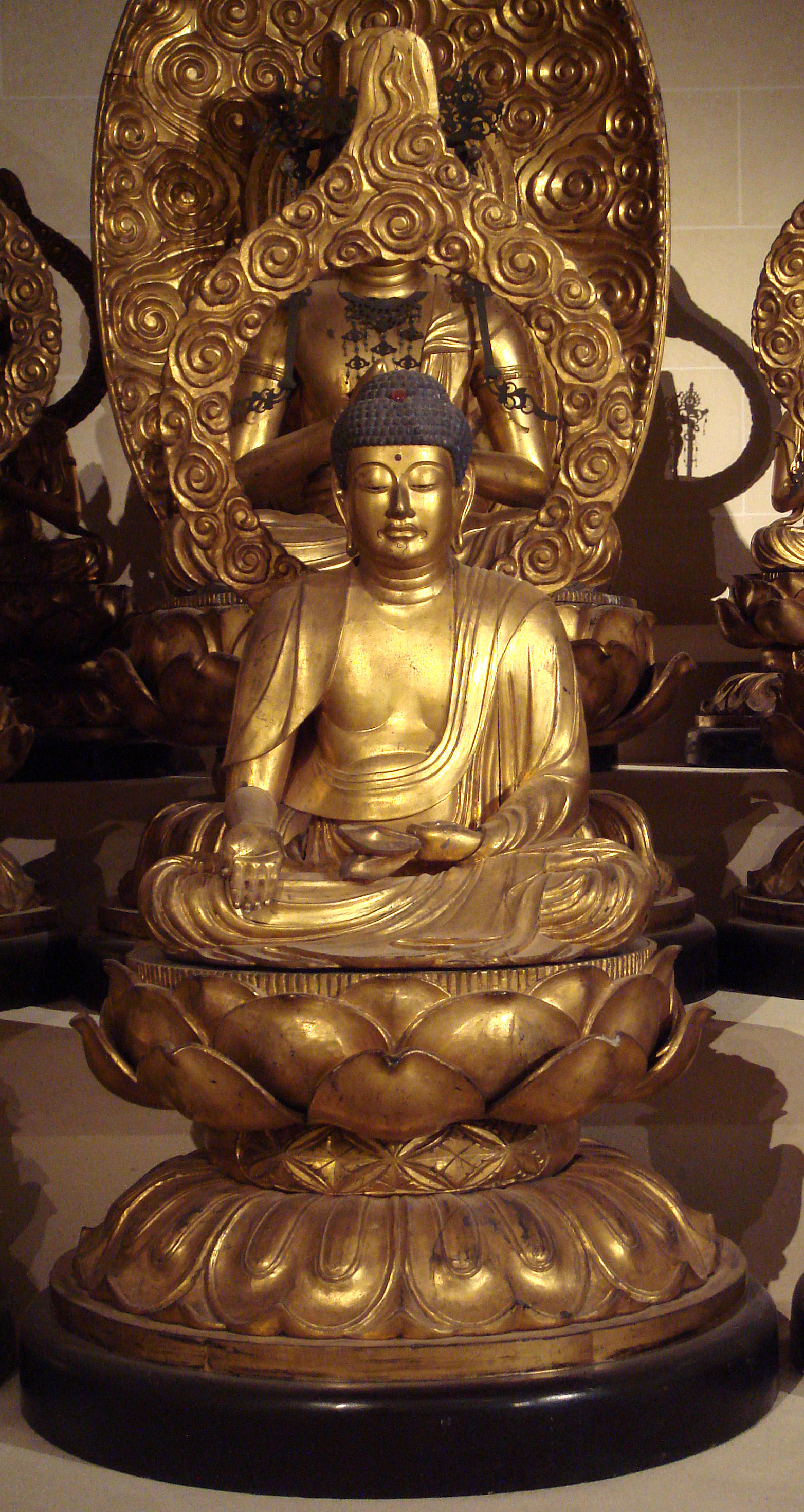
Hōshō Nyorai / Ratnasambhava Bouddha.

#### Cinq Bouddha de la sagesse
Les cinq bouddhas de la sagesse (仏) sont centrés autour de Vairocana (en japonais : Dainichi Nyorai, 大日如), le Bouddha suprême. Chacun des quatre Bouddhas restants occupe un point cardinal fixe. Chacun d'entre eux est une manifestation de la bouddhéité et est actif dans une période du monde différente, au cours de laquelle ils se manifestent parmi les bodhisattvas et les humains.  

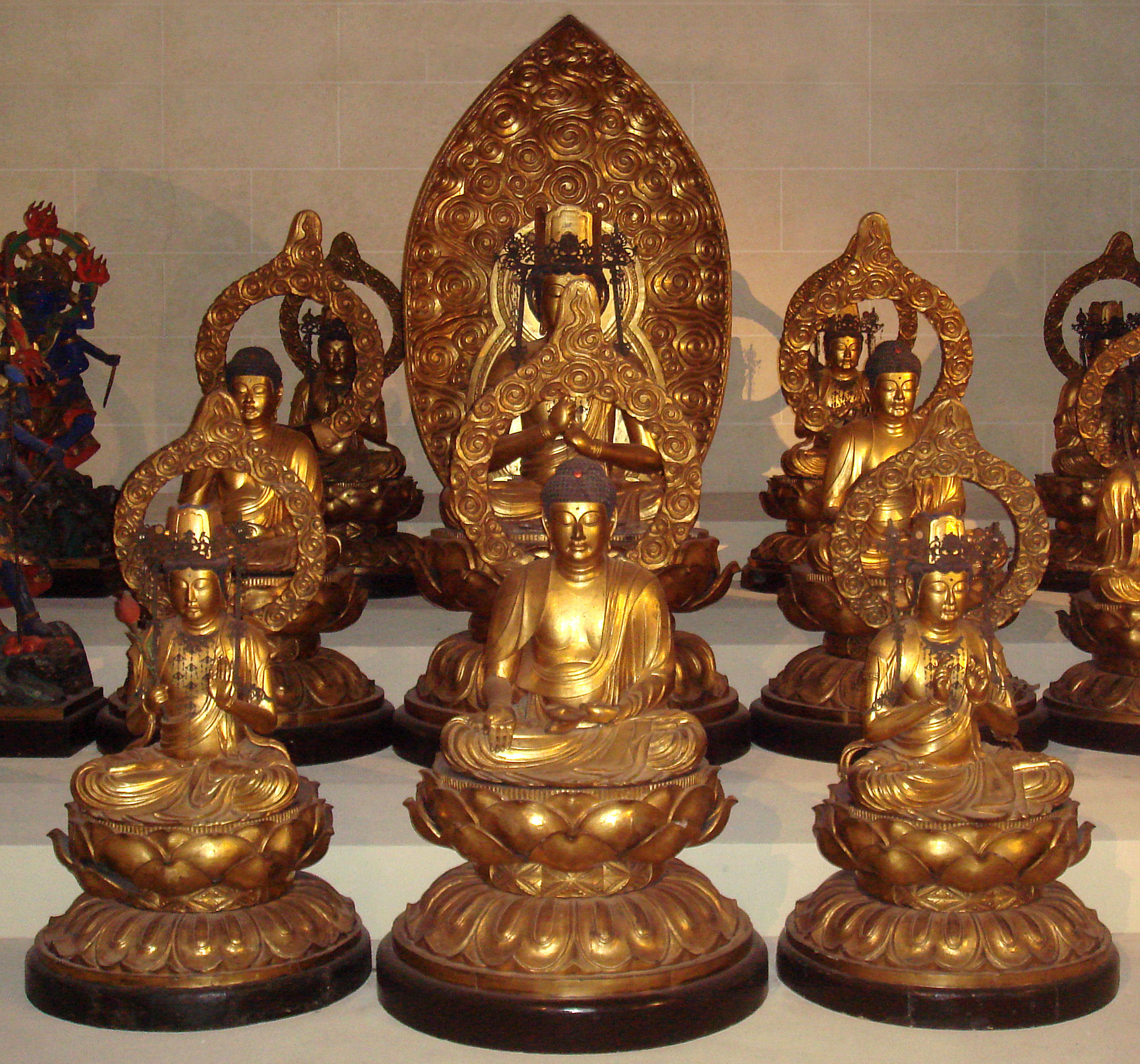
Les cinq Bouddhas de la Sagesse, gardés par quatre grands Bodhisattvas de Diamants aux coins. Le Bouddha à l'avant, Ratnasambhava, est celui du sud.

Ces bouddhas Dhyani forment le noyau du système panthéiste bouddhiste, qui s'est développé de manière multiforme. Il existe également une multitude d'autres Bouddhas, tels que Yakushi, le Bouddha de la médecine.

### Niveau 2: Bodhisattvas (Bosatsu-bu)

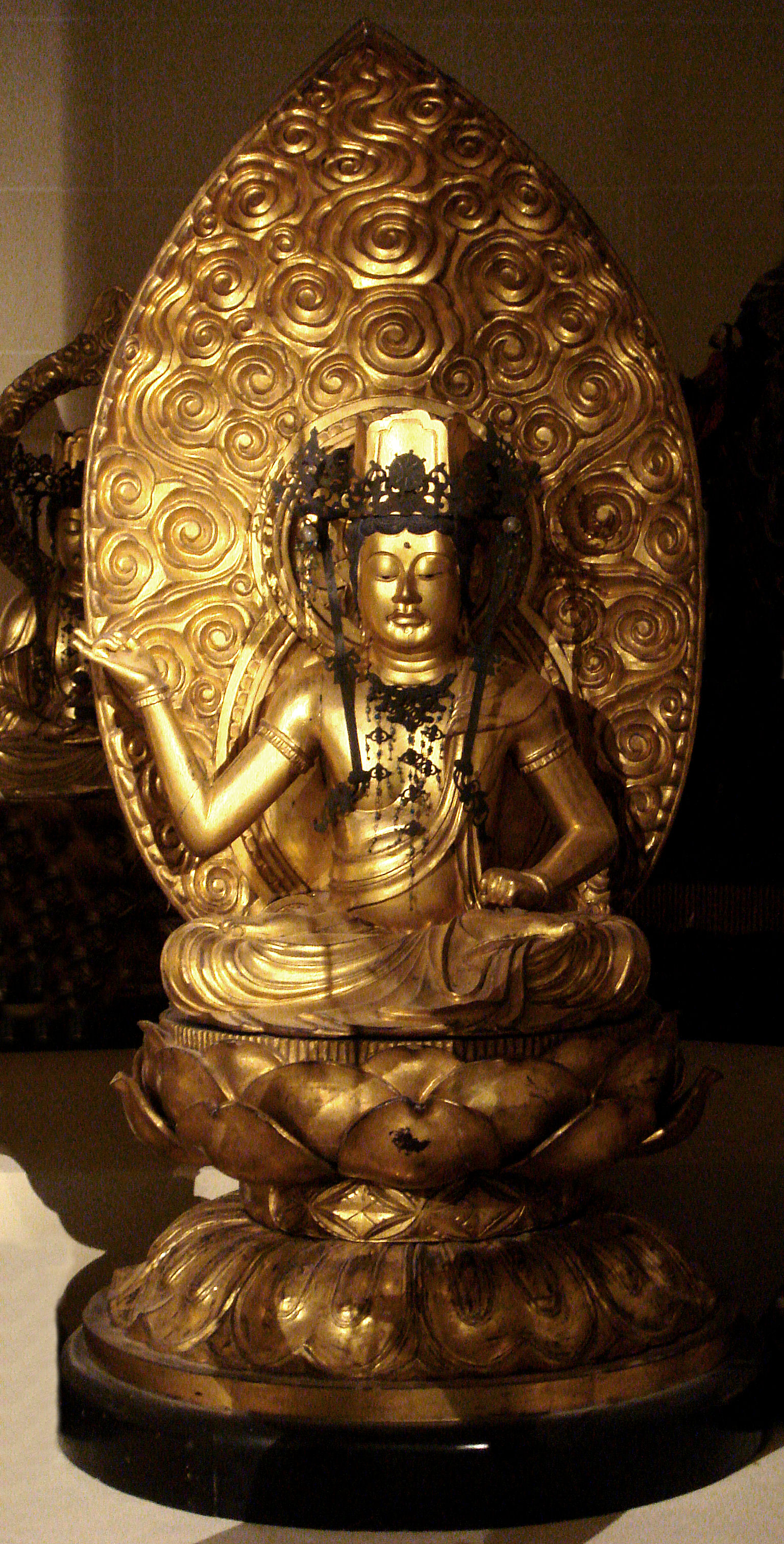
Bodhisattva Kongō-Haramitsu / Vajraparamita.

Les bodhisattvas sont des personnages qui sont sur le point d'entrer dans la bouddhéité mais qui le font pour aider d'autres êtres à atteindre l'illumination. Les bodhisattvas sont des modèles de compassion dans le bouddhisme Mahayana. Dans le panthéon bouddhiste, outre les anciens et futurs bouddhas, il existe également de nombreux bodhisattvas. 
Parfois, cinq principaux Bodhisattvas « Matrix » sont déterminés (大), regroupés autour d'un Bodhisattva central, Kongō-Haramitsu (波羅蜜 菩薩) dans le cas du Tō-ji.    
|                | Miroku (Nord)                         |             |
| Kannon (Ouest) | Kongō-Haramitsu (divinité principale) | Fugen (est) |
|                | Monju (Sud)                           |             |

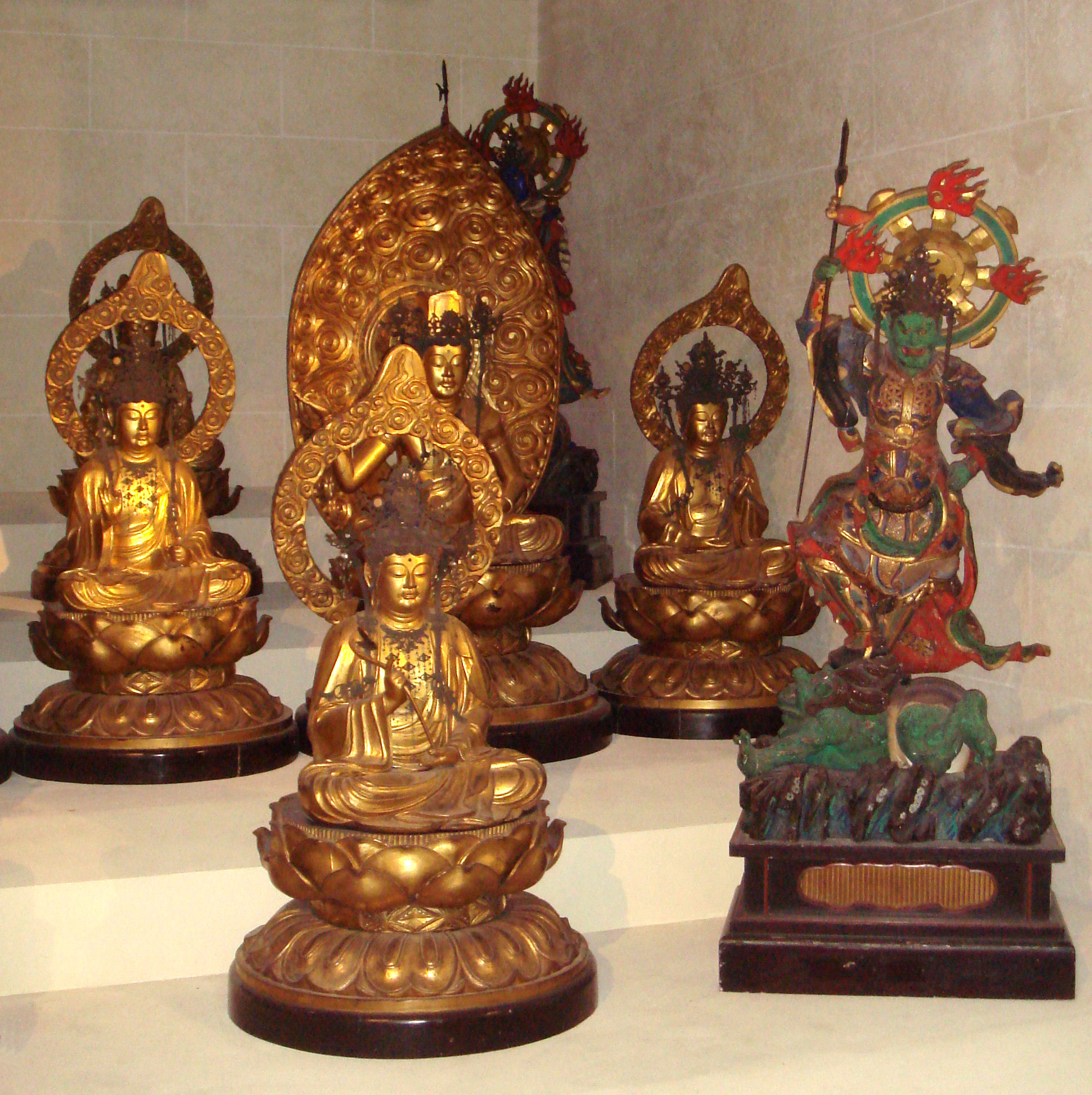
Cinq Bodhisattvas Matrix, gardés à l'avant par le Roi céleste Jikoku et à l'arrière, le Roi céleste Tamon. Musée Guimet.

Au-delà de ces cinq principaux Bodhisattvas, il existe un grand nombre d'autres Bodhisattvas, tous des êtres qui ont différé l'illumination au profit de l'humanité.

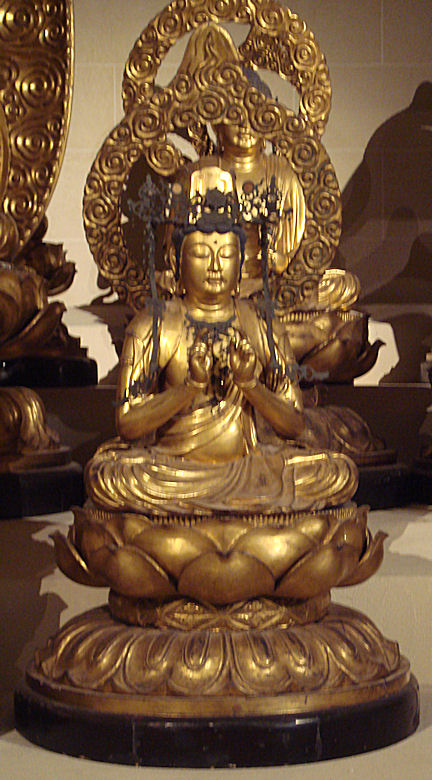
Kongōhō Bosatsu / Vajraratsa.
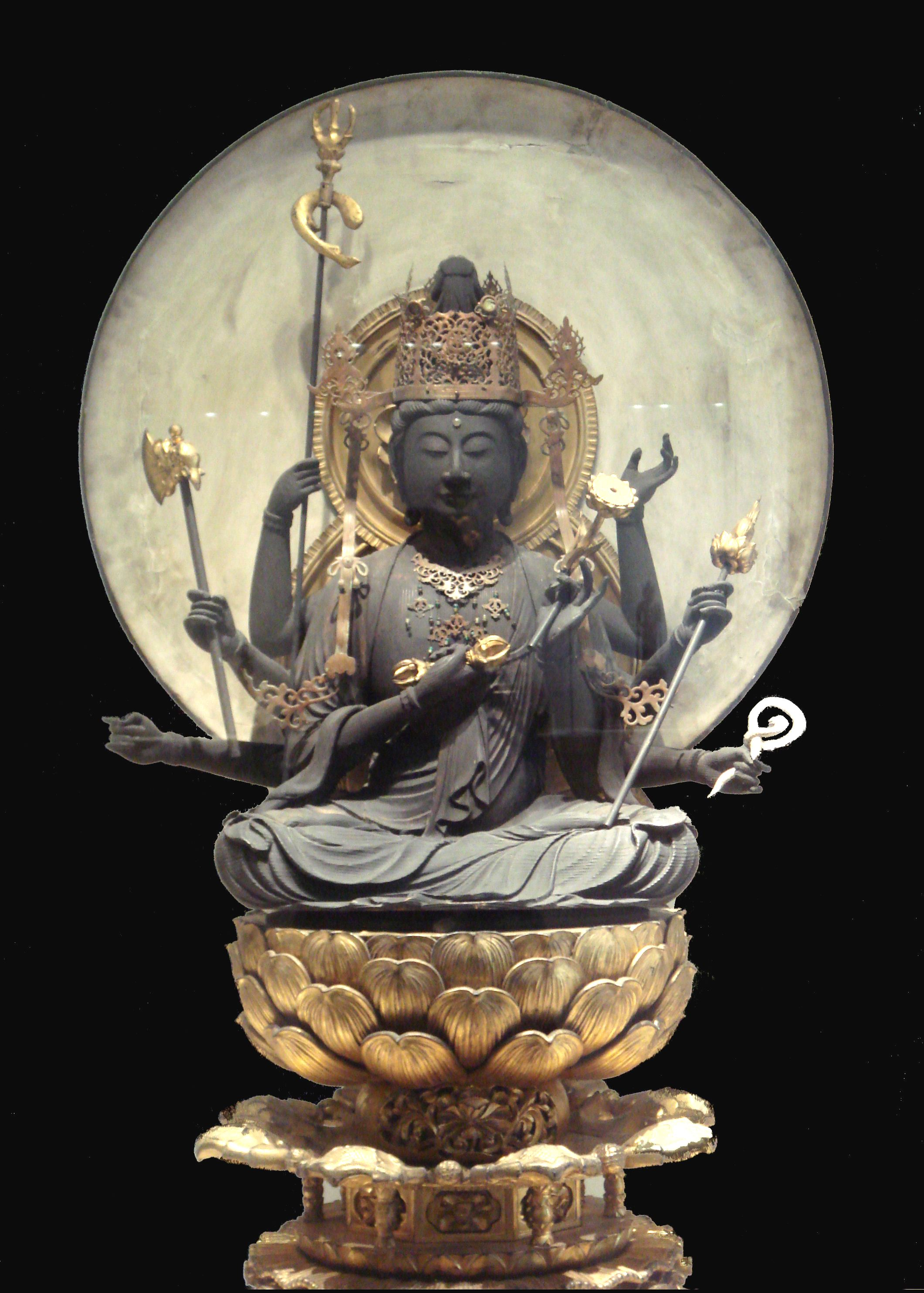
Daizuigu.
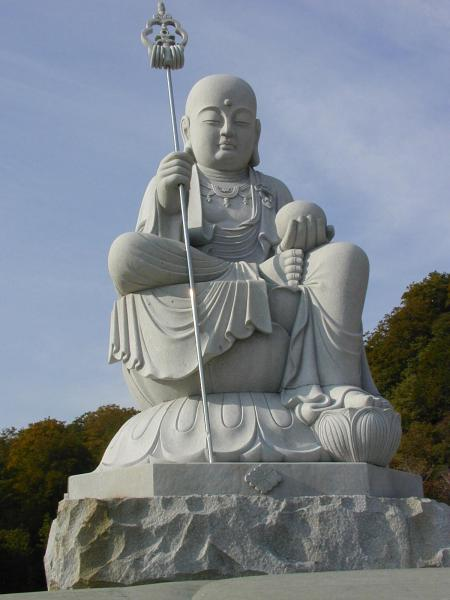
Jizō.
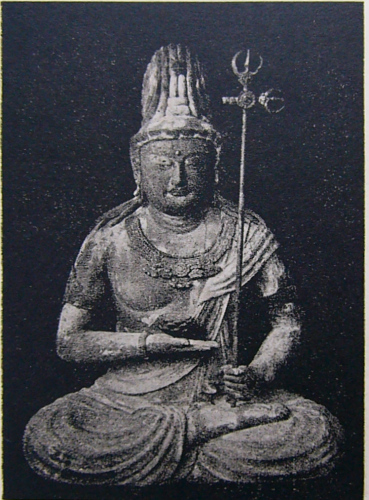
Kokūzō.
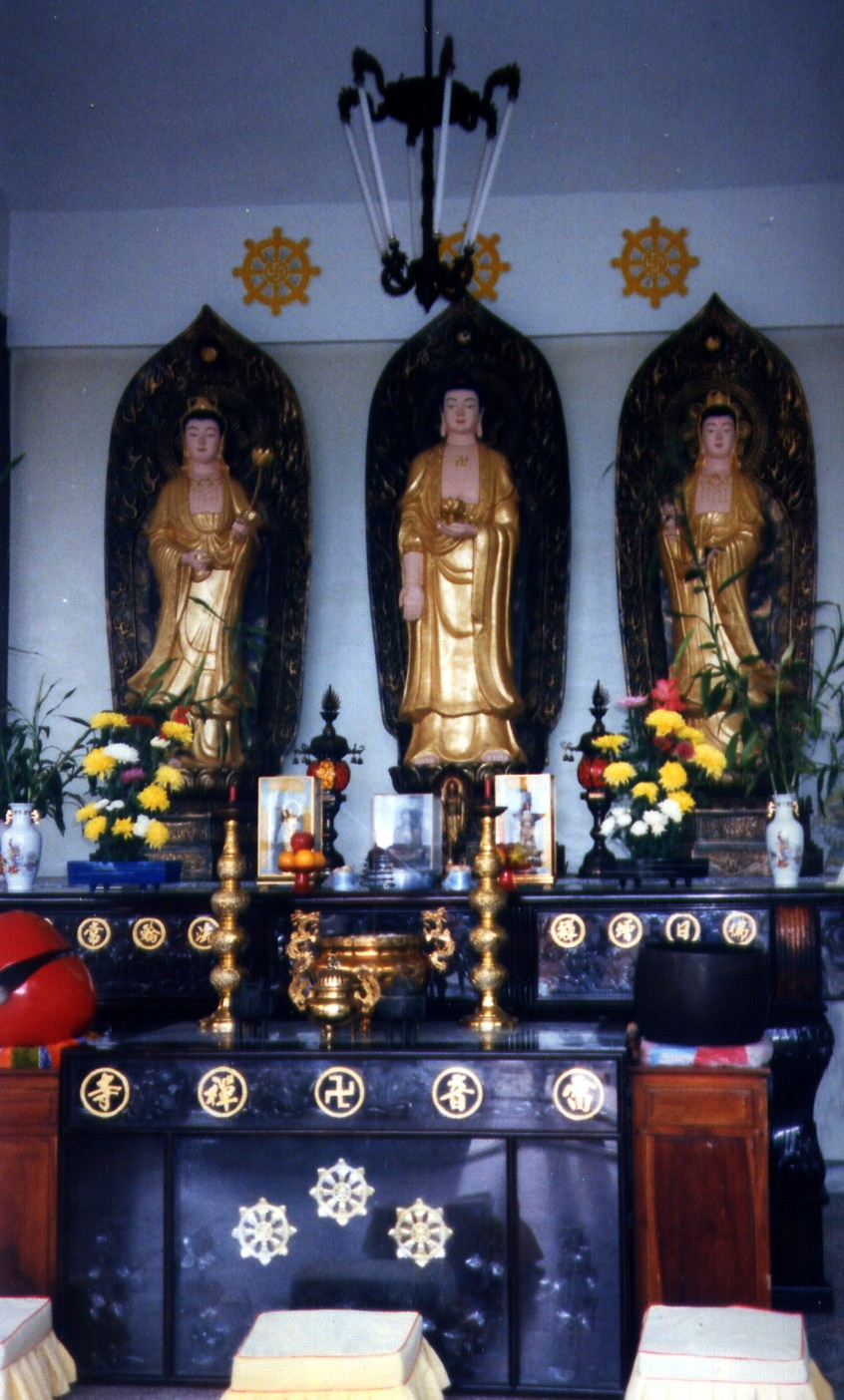
Seishi.

### Niveau 3: Rois de la sagesse (Myōō-bu)

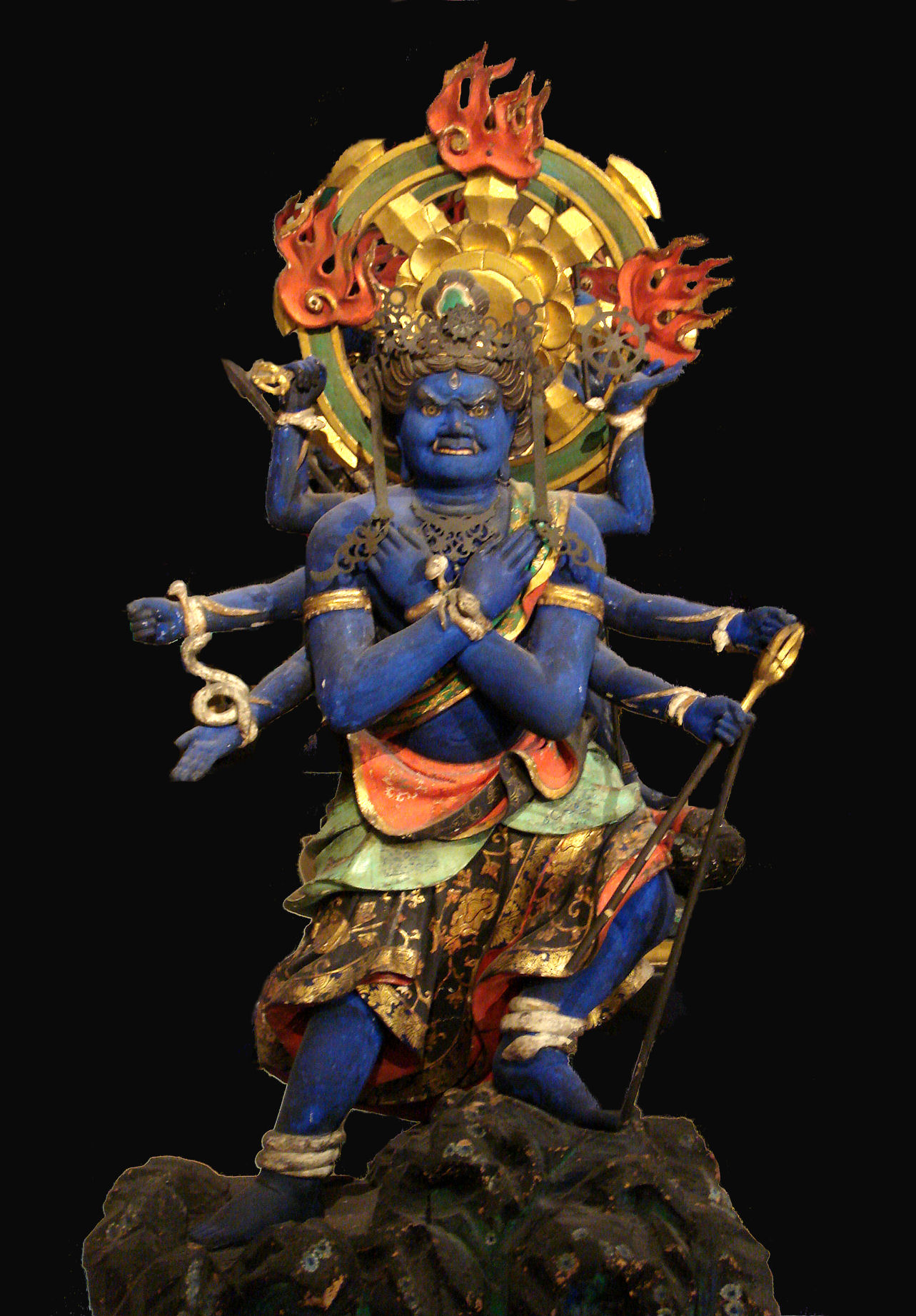
Le roi de la sagesse Gundari est une manifestation de l'un des cinq bouddhas, Ratnasambhava / Hōshō Nyorai.

Les rois de la sagesse (Vidyârâjas) étaient à l'origine des divinités du bouddhisme ésotérique, mais ont ensuite été adoptés par le bouddhisme japonais dans son ensemble. Ces dieux sont dotés d'une connaissance et d'un pouvoir supérieurs qui leur confèrent une influence sur la réalité interne et externe. Ces rois sont devenus l'objet d'une personnification, soit pacifique dans le cas de personnifications féminines, et courroucé dans le cas de personnifications masculines. Leur agressivité exprime leur volonté de se débarrasser des forces négatives chez les fidèles et dans le monde. Ils sont donc une expression de la compassion du Bouddha pour tous les êtres. 

#### Cinq rois de sagesse

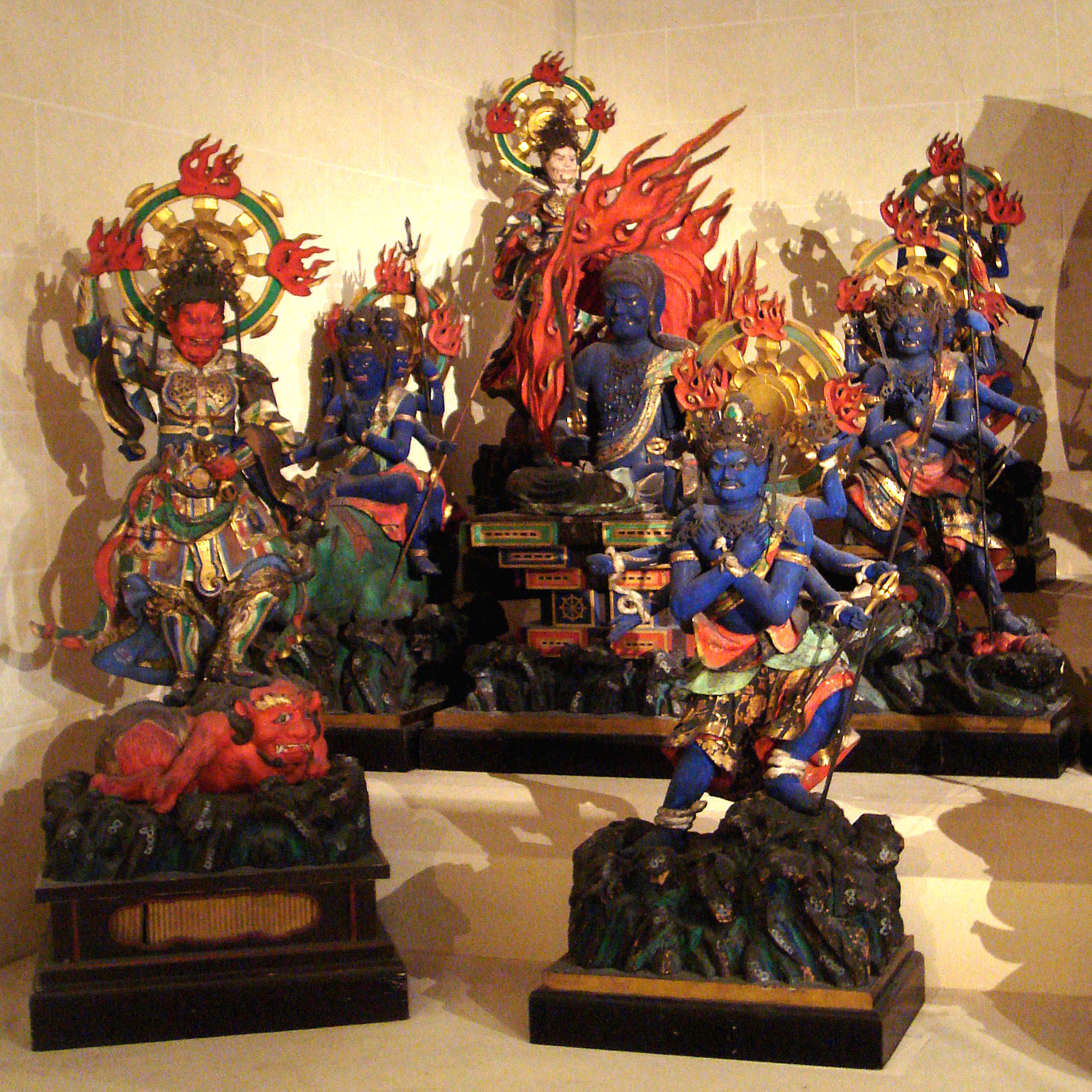
Cinq rois de sagesse. Devant à gauche se trouve une divinité protectrice : le roi céleste Zōchō, et à gauche une autre : le roi céleste Kōmoku.

Les cinq rois de la sagesse (五大) sont des émanations des bouddhas et les protègent. Ils sont généralement représentés comme des êtres violents. Ils représentent la nature ambivalente et semblent provenir des anciennes traditions yaksa et brahmanique. 
|                  | Kongō-Yasha (Nord)             |               |
| Daiitoku (Ouest) | Fudō-Myō (divinité principale) | Gosanze (est) |
|                  | Gundari (Sud)                  |               |

Au-delà des cinq principaux rois, il existe de nombreux autres rois de la Sagesse avec une grande variété de rôles.

#### Autres rois de sagesse
De nombreux autres rois de la sagesse existent également avec de nombreuses fonctions. En général, les rois de la sagesse sont considérés comme les gardiens des bouddhas et des bodhisattvas.

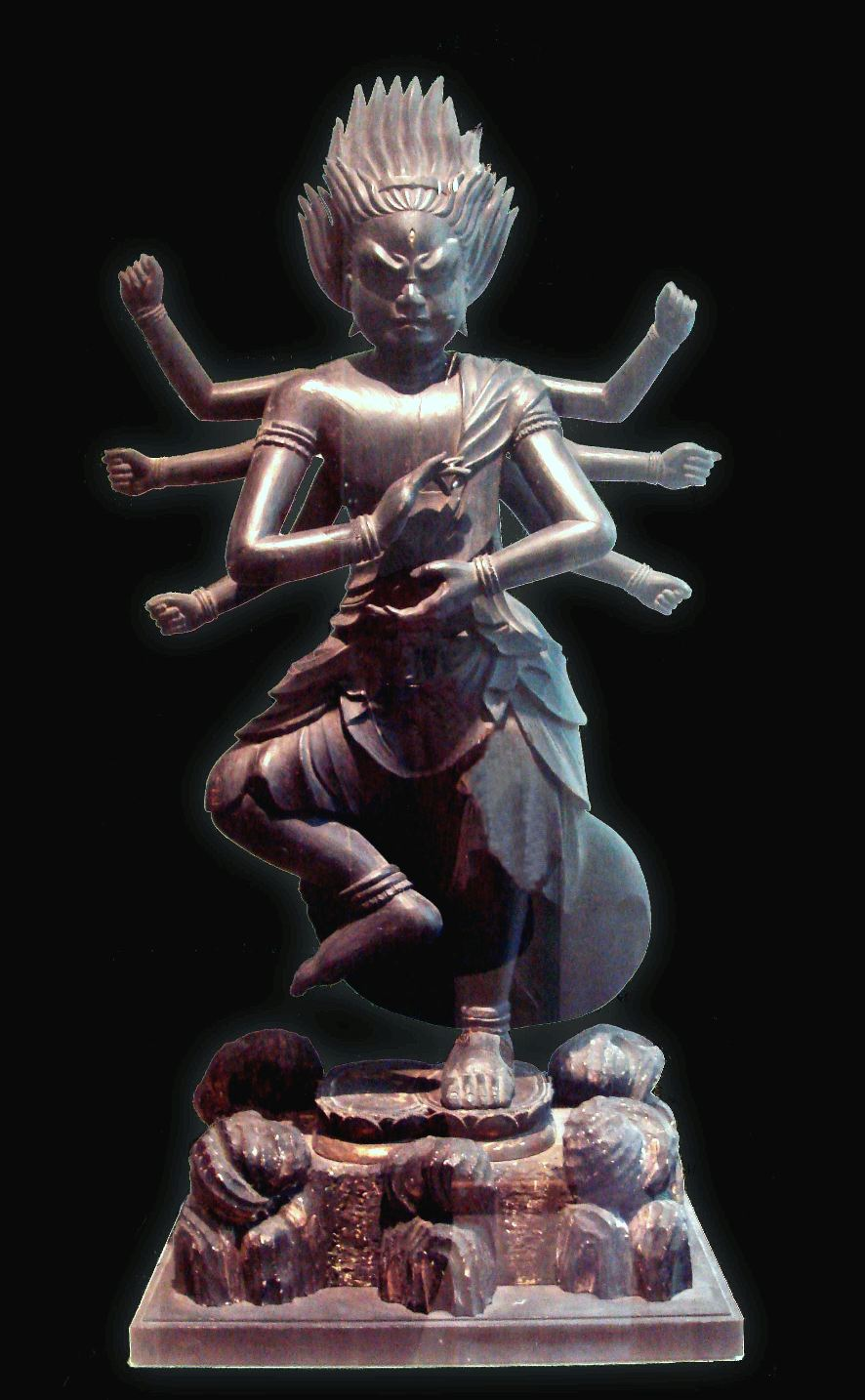
Ususama.
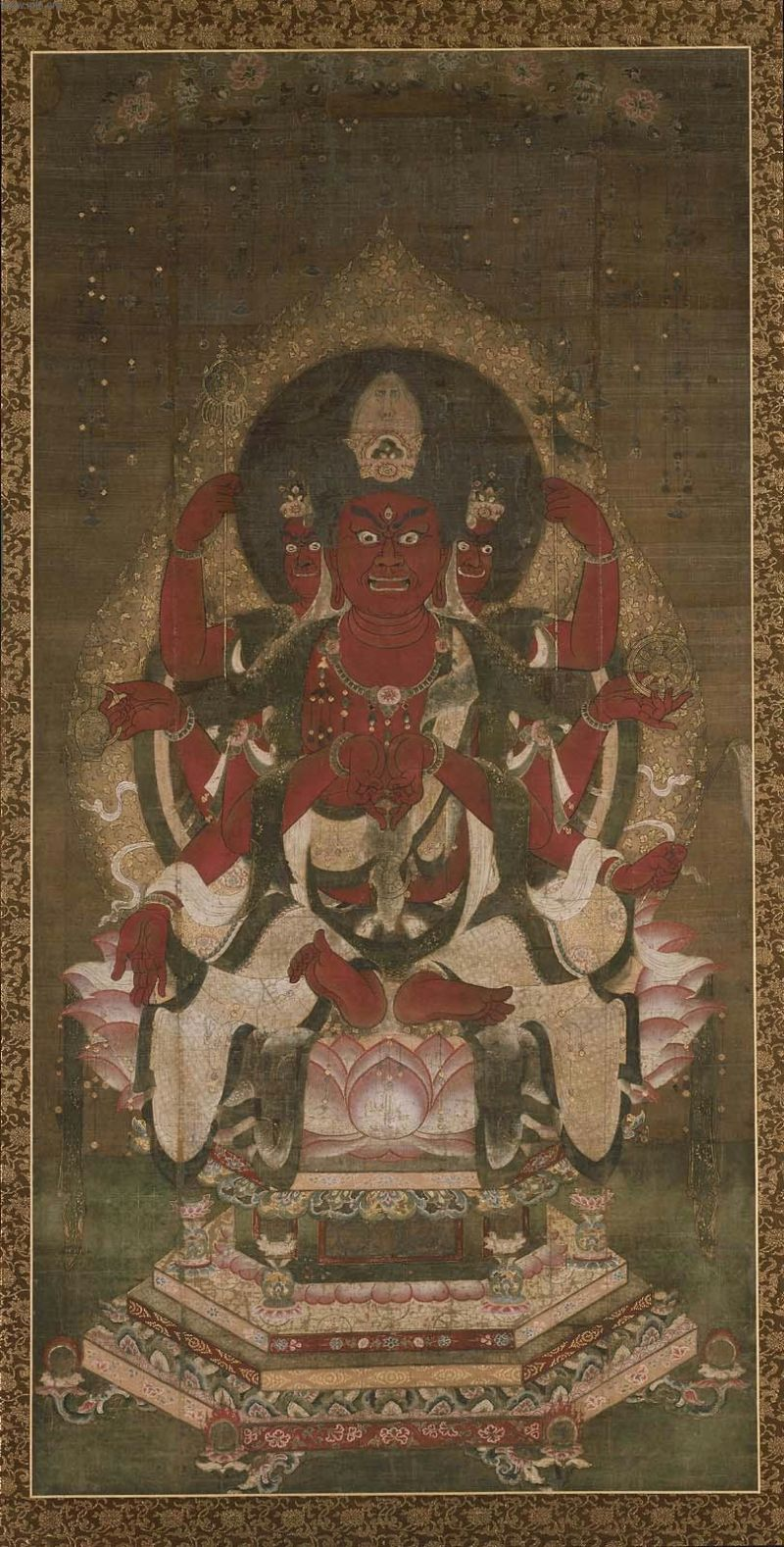
Hayagriva.
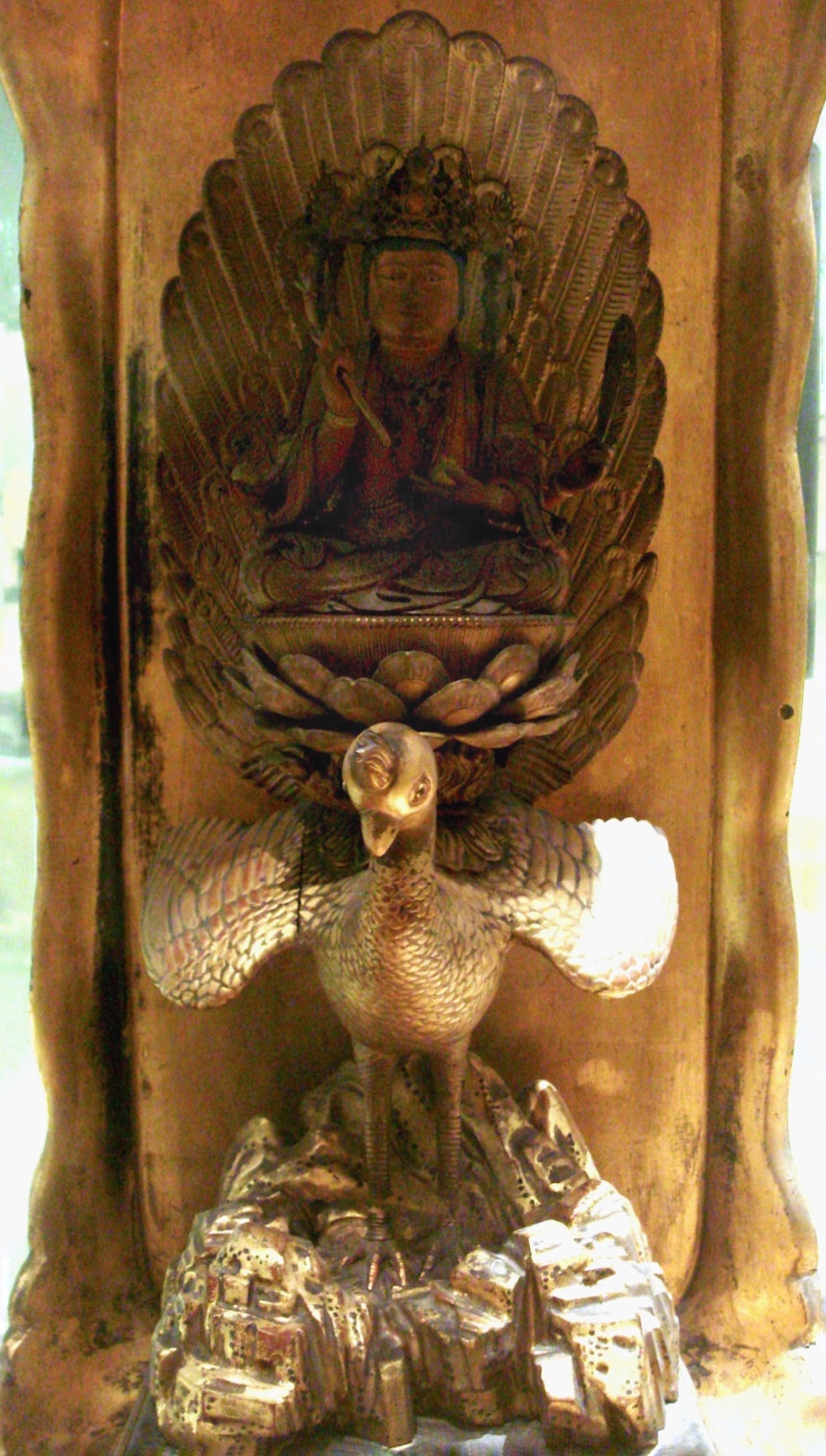
Mahamayuri.

### Niveau 4: divinités célestes (Ten-bu)

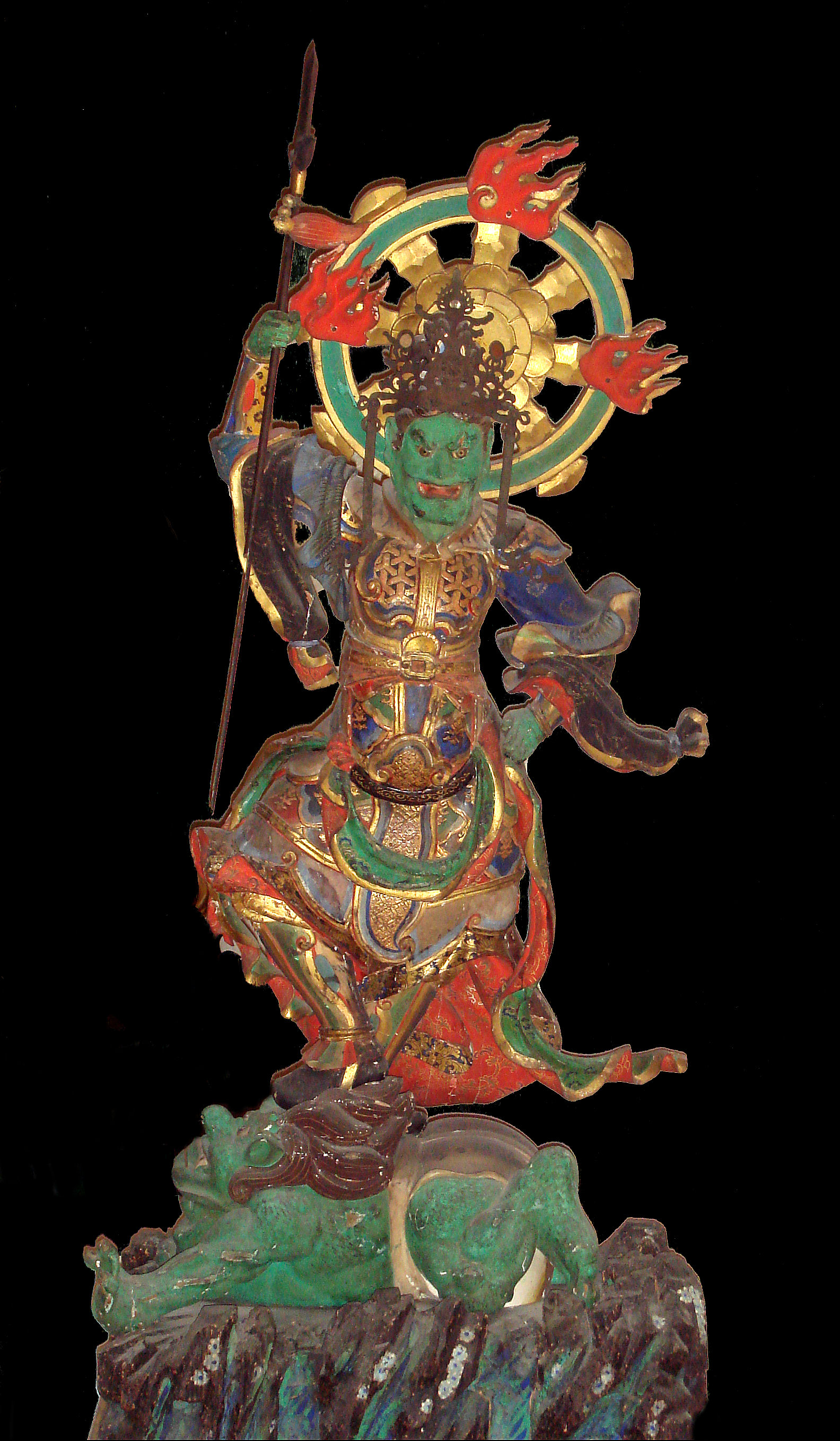
Le roi céleste Jikoku.

Les dieux, bien que bénéficiant d'une longévité exceptionnelle, sont néanmoins soumis au cycle des renaissances et restent en dehors du monde de l'illumination et du Nirvana. Ils visent toutefois à atteindre le Nirvana à terme, et s'efforcent donc d'aider le bouddhisme et ses fidèles. Selon la cosmologie bouddhiste, issue de la cosmologie indienne, les divinités vivent dans les Trois Mondes et se positionnent hiérarchiquement en fonction de leur position par rapport à l'axe cosmique du mont Sumeru. Brahmā se trouve au-dessus de la montagne, au sommet des Trente Trois Dieux avec Indra comme roi, à mi-hauteur résident les Dieux Rois d'Orient et au bas des divinités inférieures. De nombreuses divinités sont incluses dans le panthéon bouddhiste. 
Le terme Dix (天) est l'équivalent du Deva indien et désigne les divinités supérieures des Quatre Rois célestes.
Le terme Jin (神) désignait des divinités de niveau inférieur. 
Les Quatre Rois célestes sont une partie importante de ces divinités.

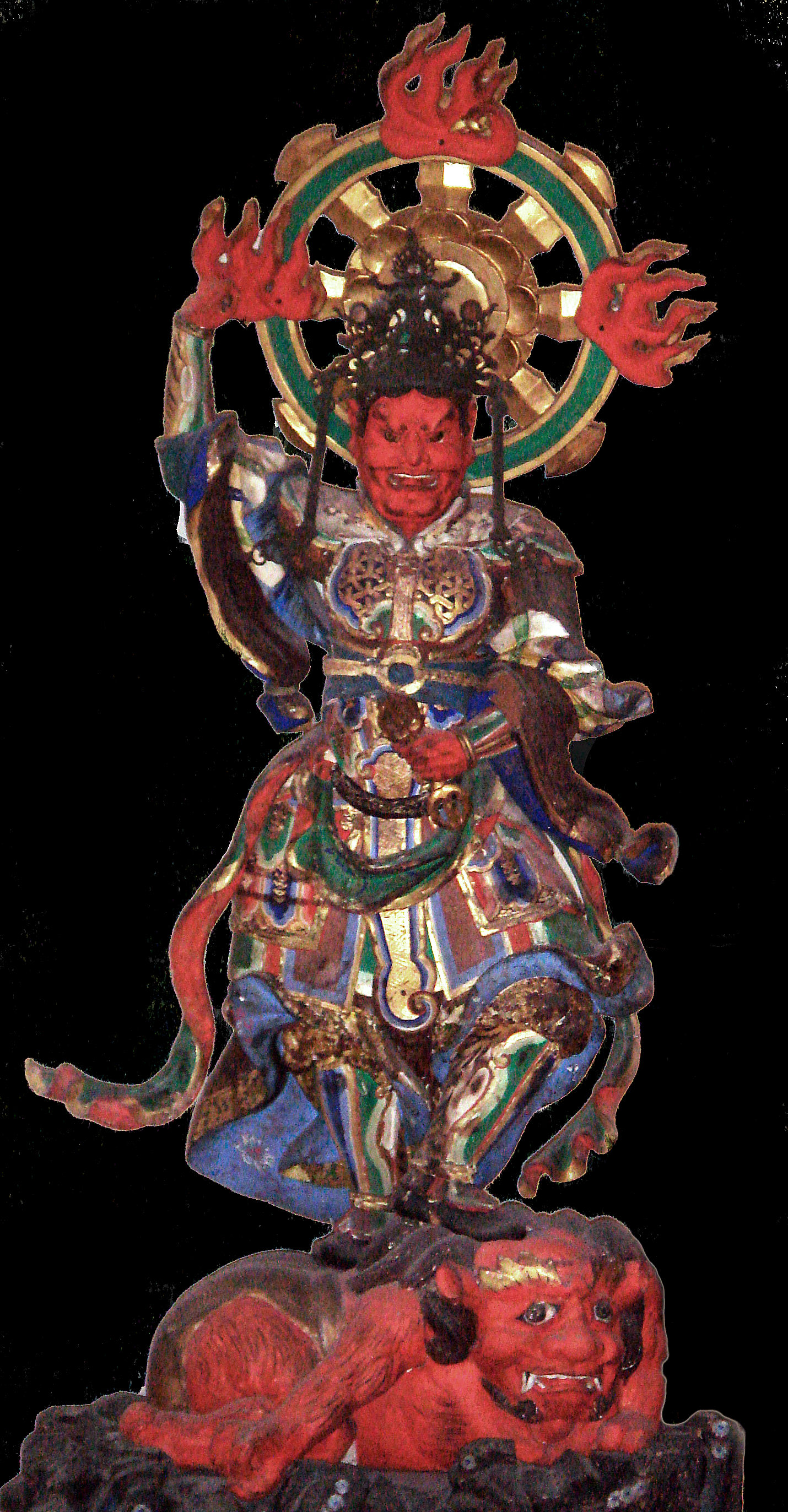
Le roi Zōchō.
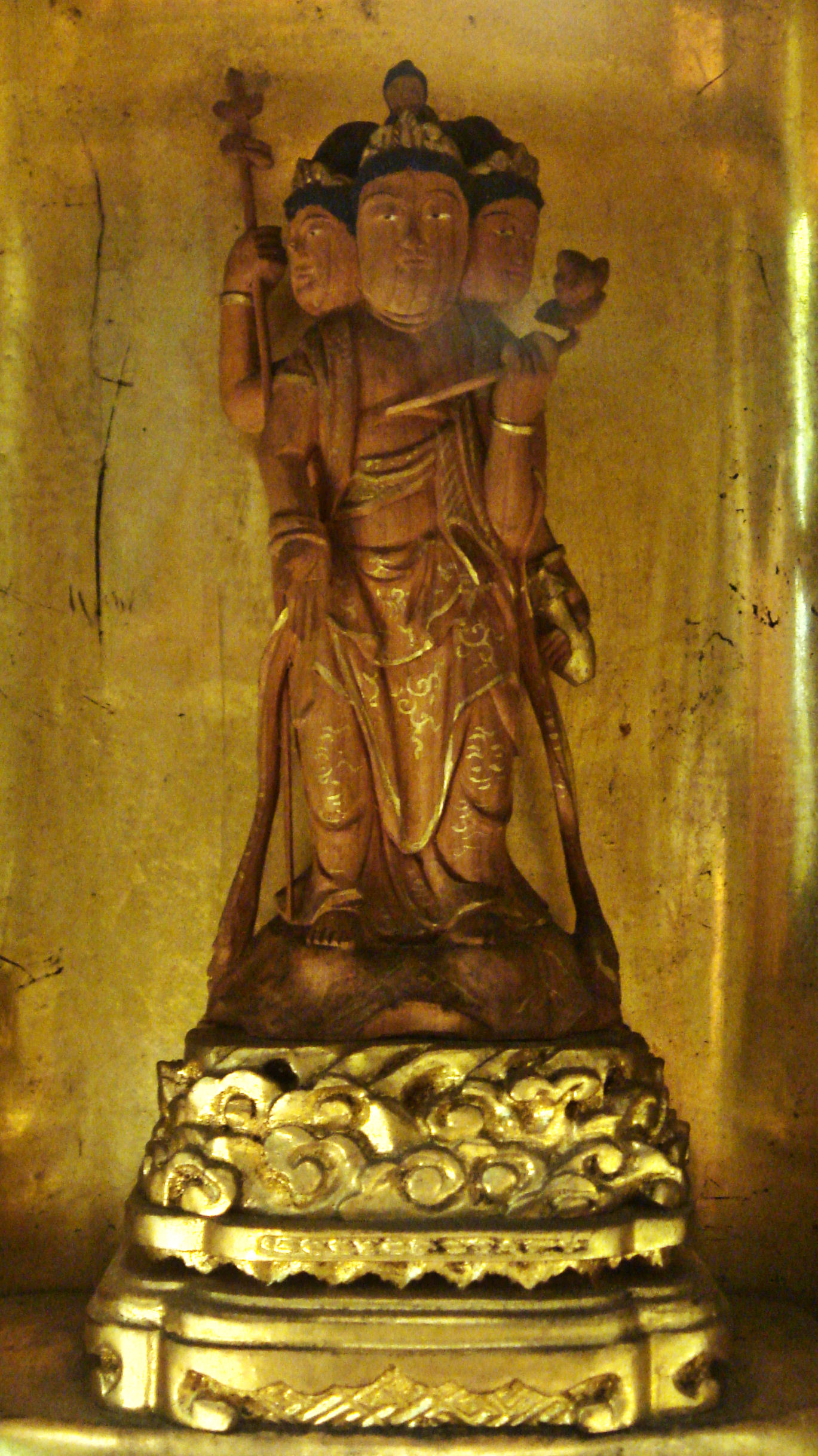
Bonten (梵天) / Brahma.
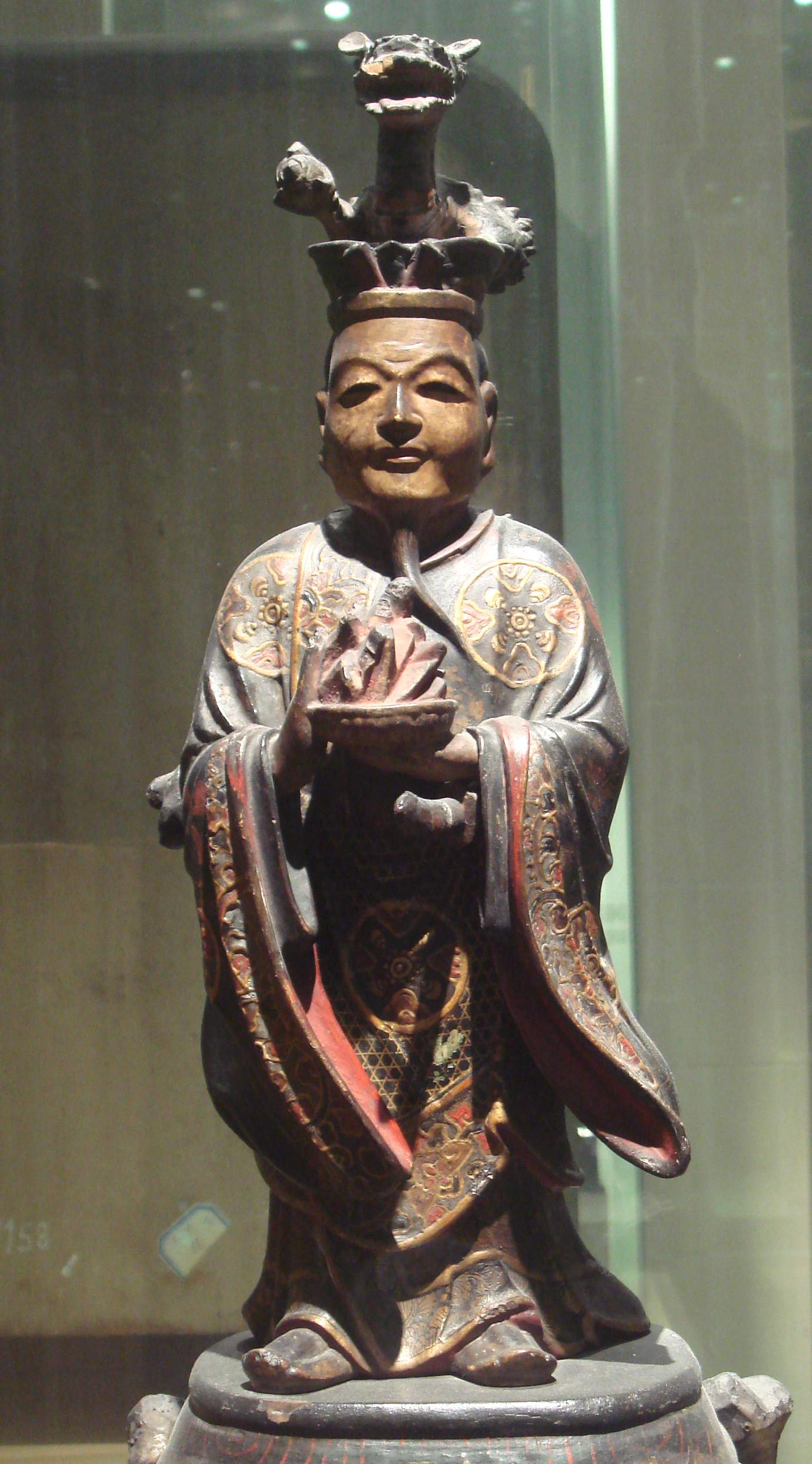
Le roi Nanda, un des Hachi Dairyūō (八大 竜 王) / Nagaraja.
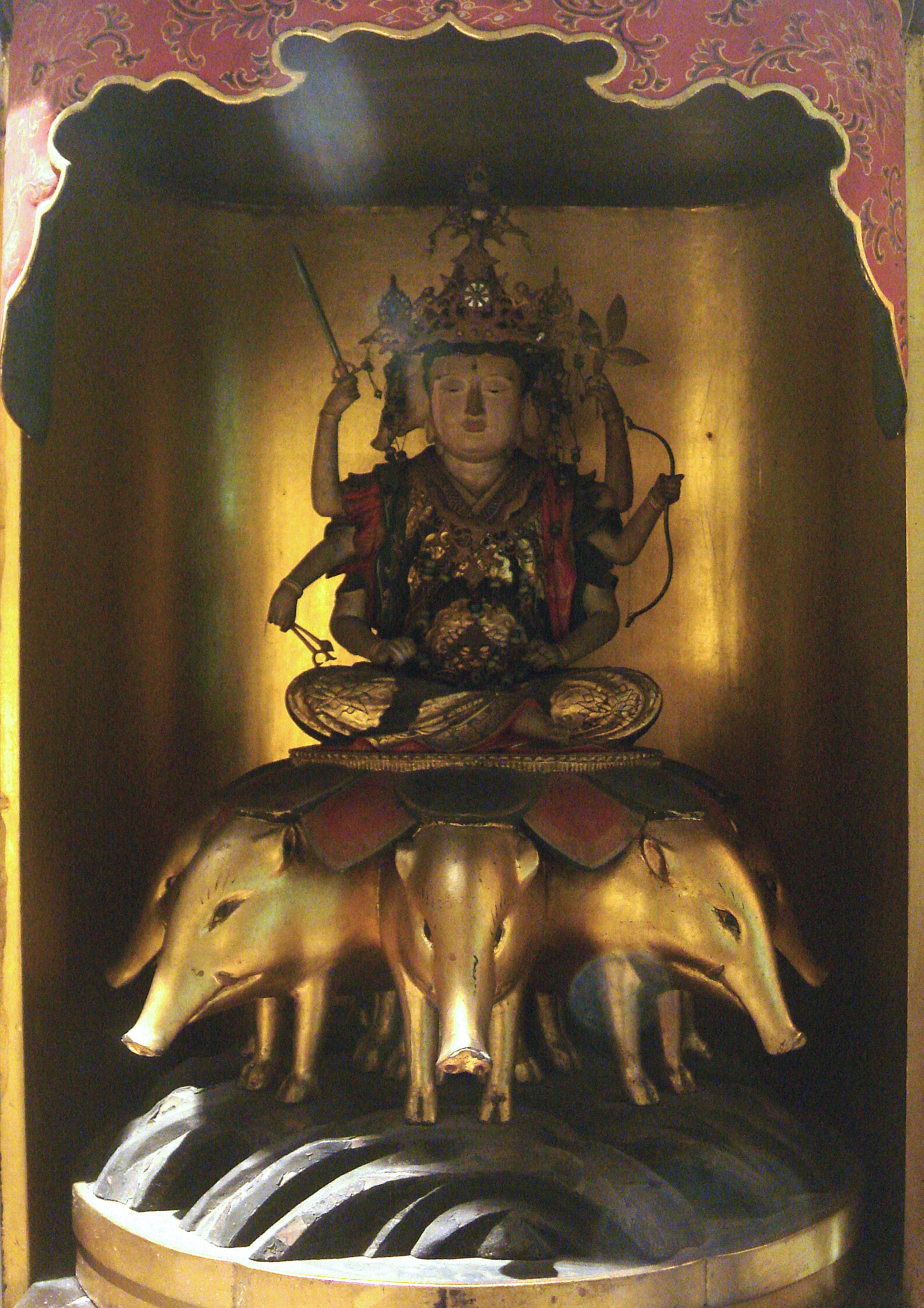
Marishi-Ten / Marici.
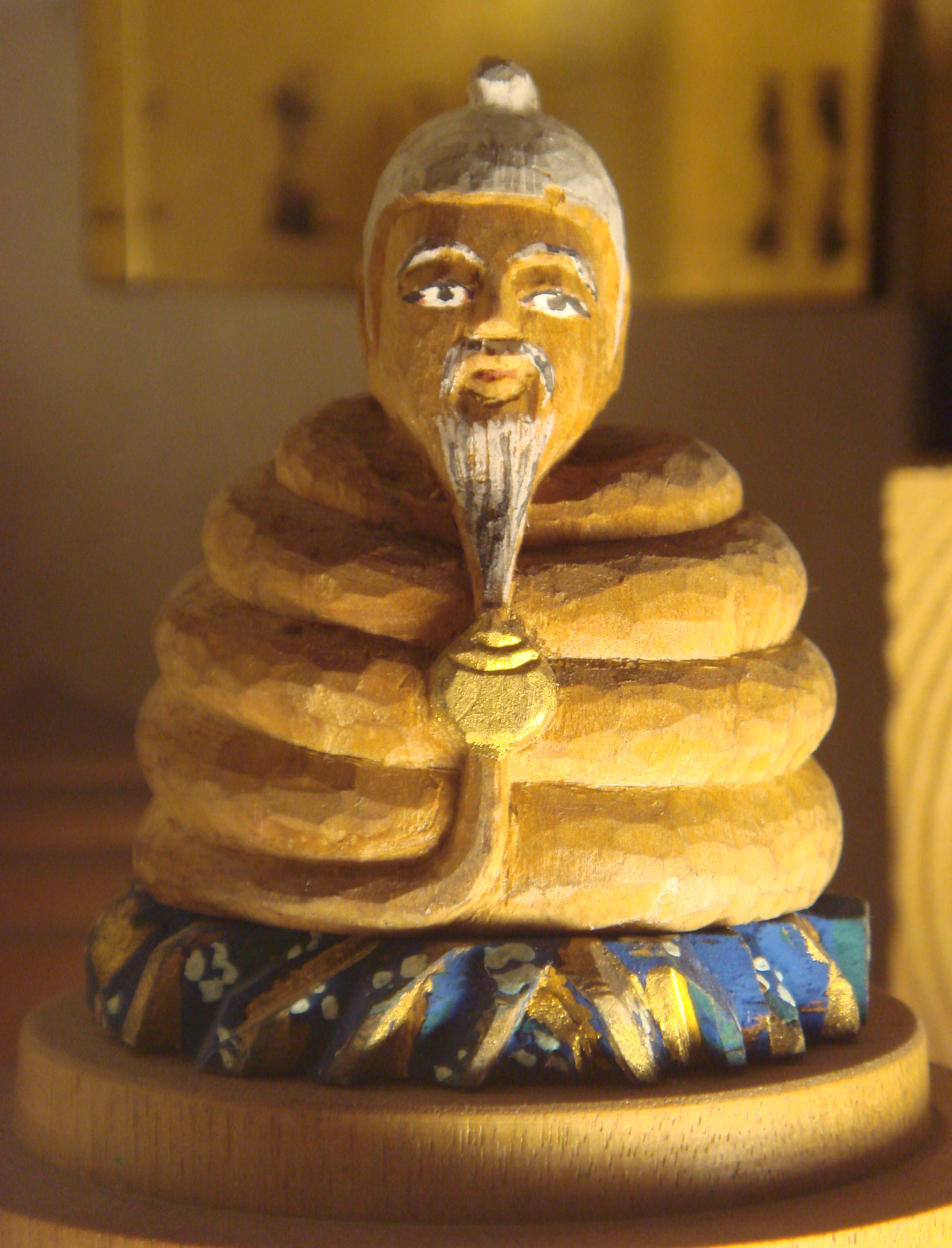
Ugajin, forme masculine.
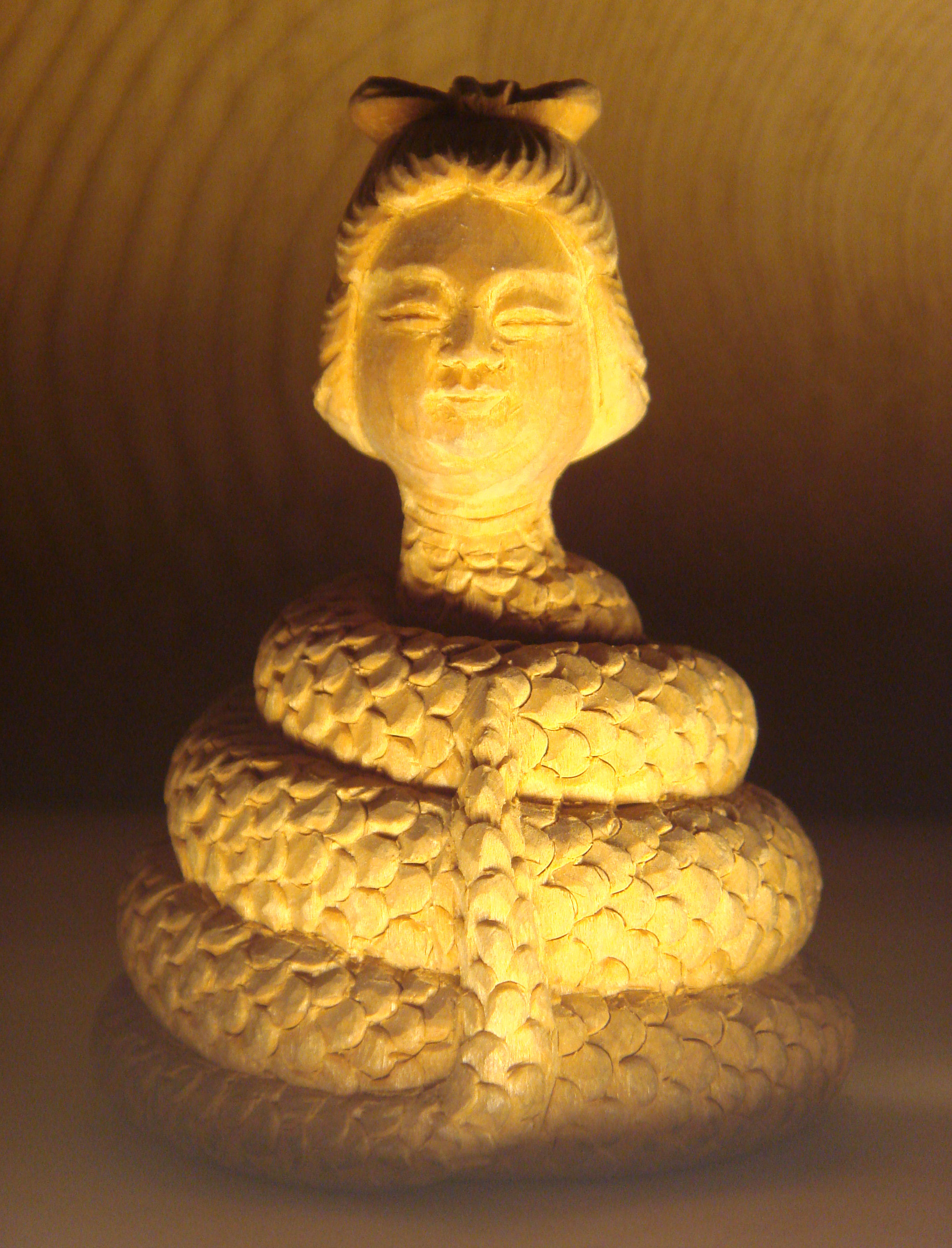
Ugajin, forme féminine.

Liste incomplète de devas Mikkyō provenant de divinités hindoues : 
- Kangiten (歓喜天) / Ganesha ;
- Taishakuten (釈 天) / Indra ;
- Benzaiten (財 天) / Saraswati ;
- Kisshōten / Lakshmi ;
- Bichūten (紐 天) / Vishnu ;
- Daikokuten / Mahakala ;
- Daijizaiten (大 自在 天) / Mahesvara ;
- Umahi (妃) / Uma ;
- Katen (天) / Agni ;
- Jiten (地 天) / Prthivi ;
- Nitten (天) / Surya ;
- Gatten (月 天) / Chandra ;
- Suiten (天) / Varuna ;
- Fūten (風 天) / Vayu ;
- Kumaraten (摩羅 天) / Kumara ;
- Naraenten (ay 羅 天) / Narayana ;
- Rago (羅睺) / Rahu ;
- Izanaten (hana 那天) / Ishana ;
- Enma / Yama.

### Niveau 5: Apparences indirectes (Suijakushin)
Bien que les divinités soient considérées comme soumises à la loi de l'impermanence, le bouddhisme considère néanmoins que les hommes devraient se placer sous leur protection. Lorsque le bouddhisme entra au Japon au VIe siècle, de nombreuses divinités shintō (kami) étaient également présentes dans les îles japonaises, bien qu'elles n'aient pas d'iconographie. La catégorie shuijakushin est spécifique au Japon et prévoit l'incorporation dans le bouddhisme de ces Shintō kami. 
Le terme bouddhiste Gongen ou Avatar (signifiant la capacité des Bouddhas et des Bodhisattvas de changer leur apparence pour devenir celle d'un kami japonais afin de faciliter la conversion des Japonais) a donc été utilisé par rapport à ces dieux. Les divinités shintō finirent par être considérées comme des apparences locales déguisées en bouddhas et bodhisattvas étrangers (suijakushin (垂迹神, circumstantial appearance gods)). Ainsi, de nombreuses figures shinto ont été assimilées à des divinités bouddhistes. Cela était aussi parfois réciproque, comme dans le cas du bouddhiste Benzaiten et du shinto kami Ugajin. 
Ce syncrétisme a été officiellement aboli par le gouvernement de Meiji, en 1868, avec l'ordre de séparation du shinto et du bouddhisme.

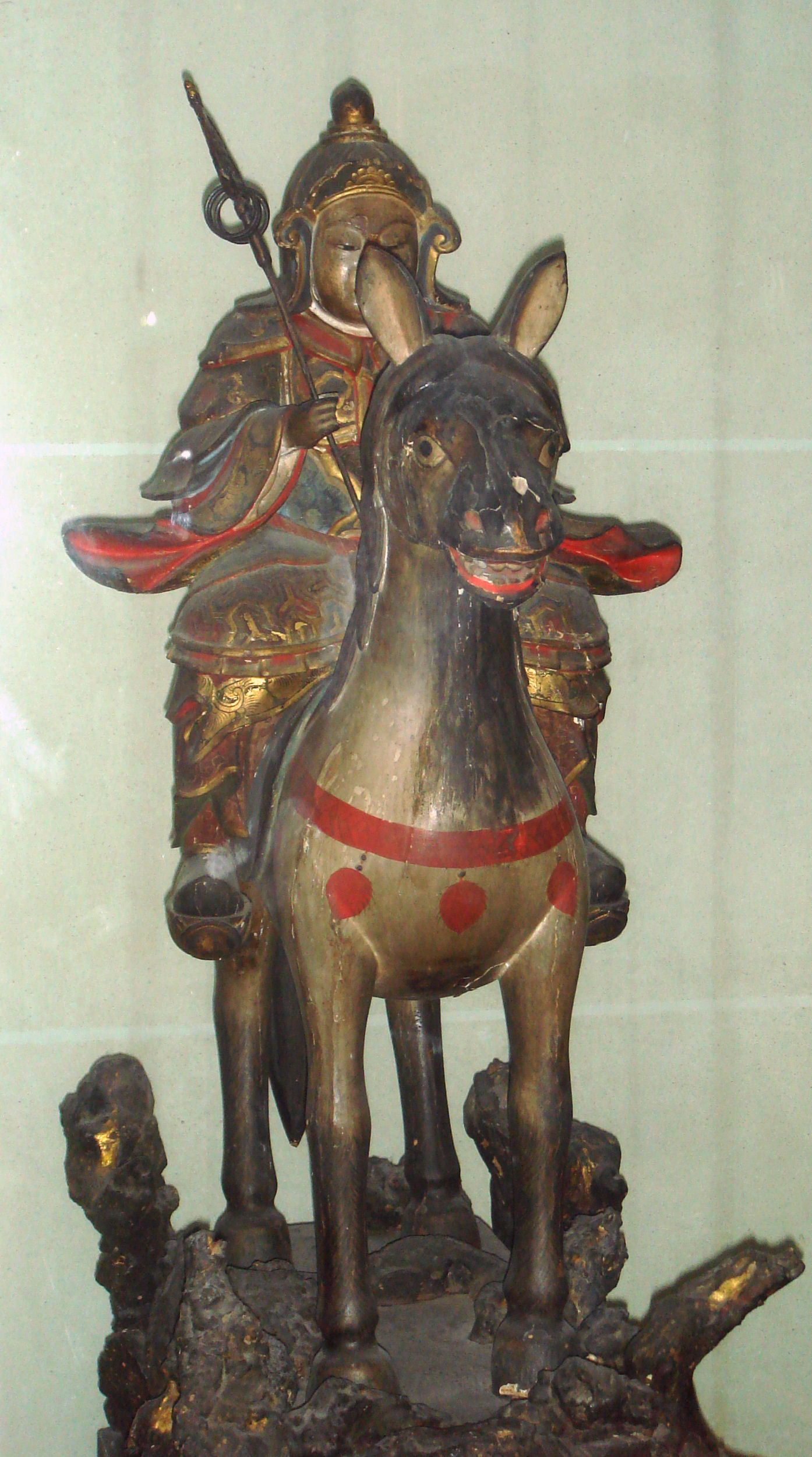
Apparitions indirectes du mont Atago, en forme de général Jizō.
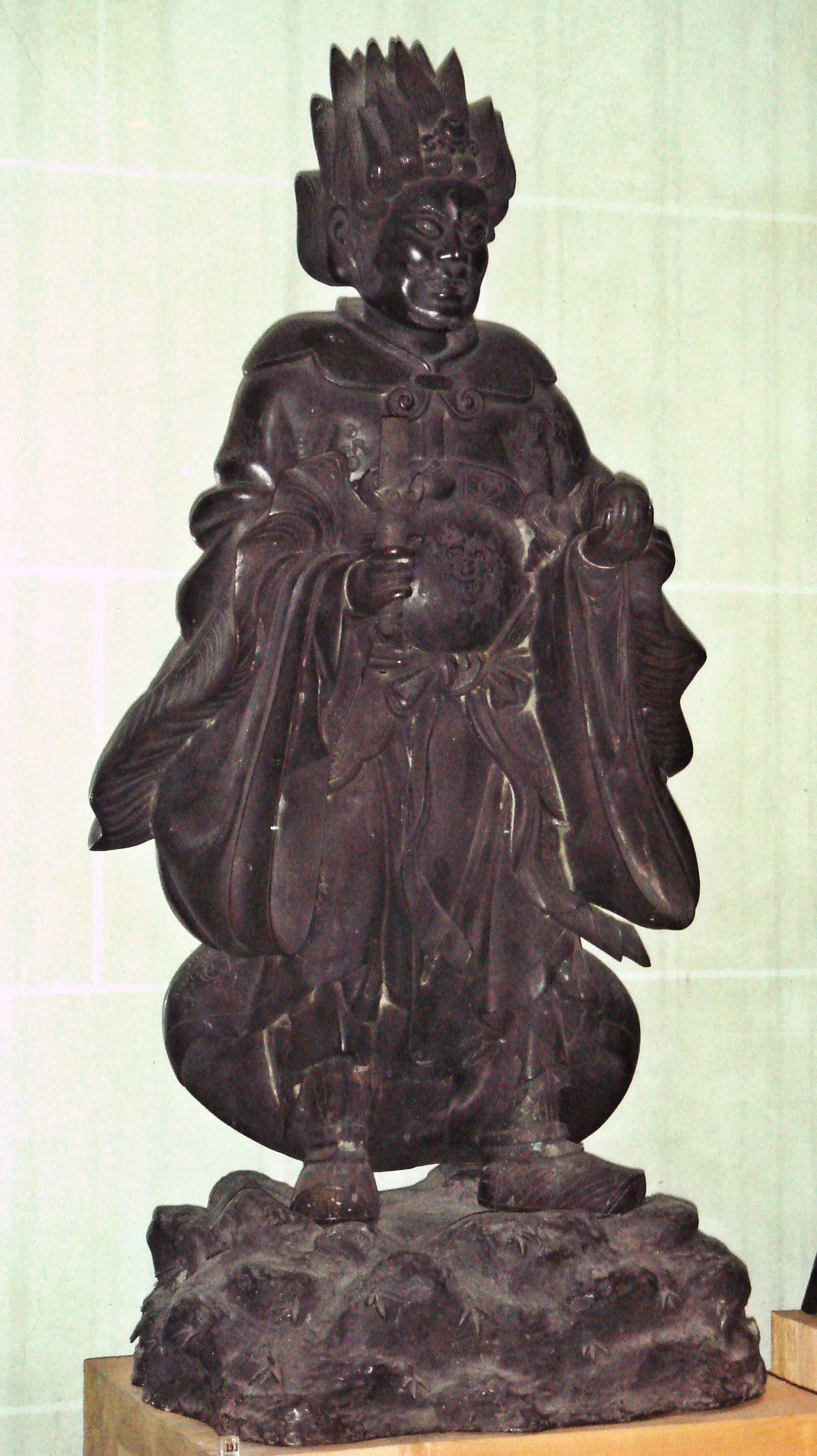
Kompira Daigongen (毘羅 大 権), divinité de la mer intérieure et des navires.
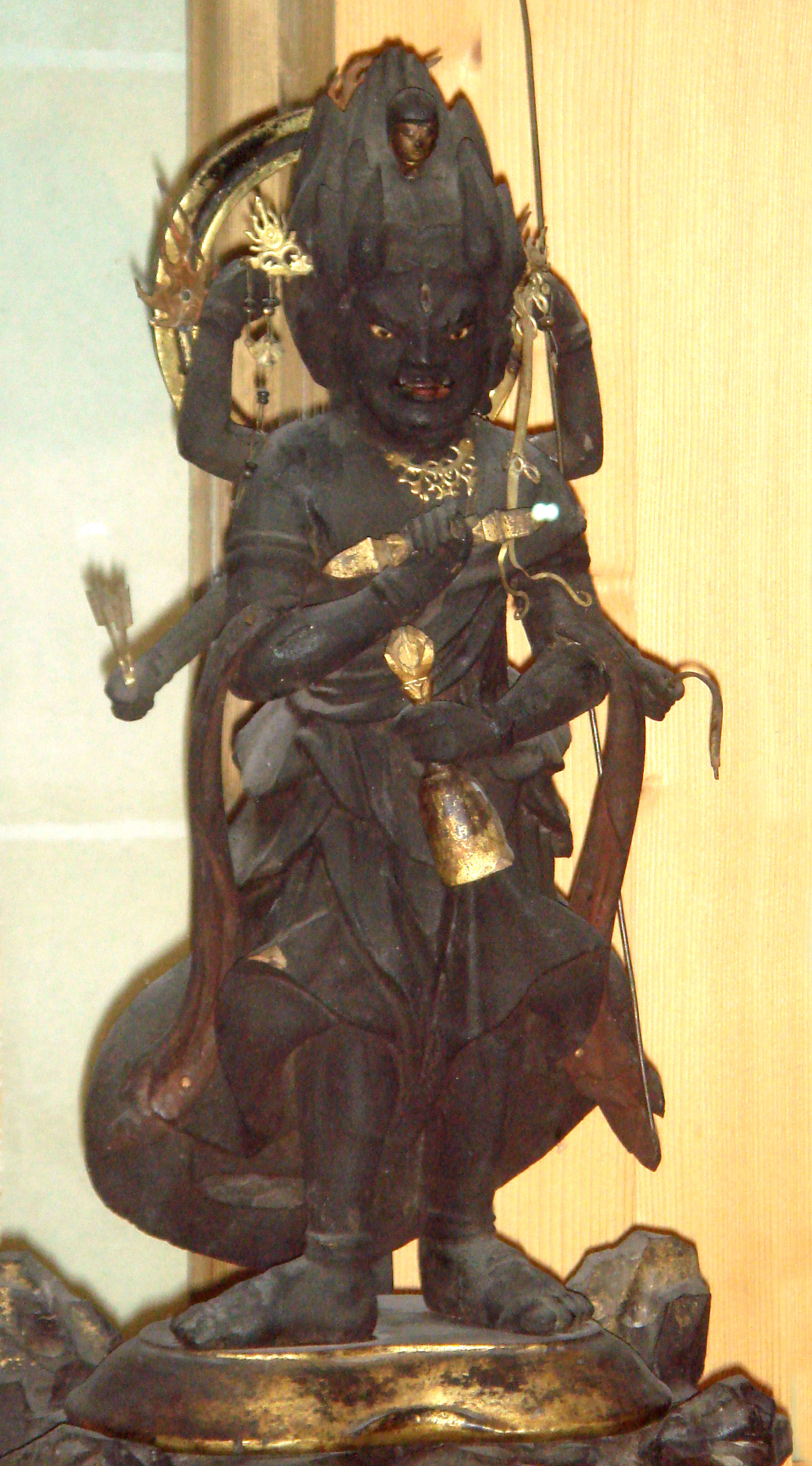
Sambō Kōjin (三宝 荒 神), la divinité du feu. Utilise le pouvoir du feu pour la cause bouddhiste.
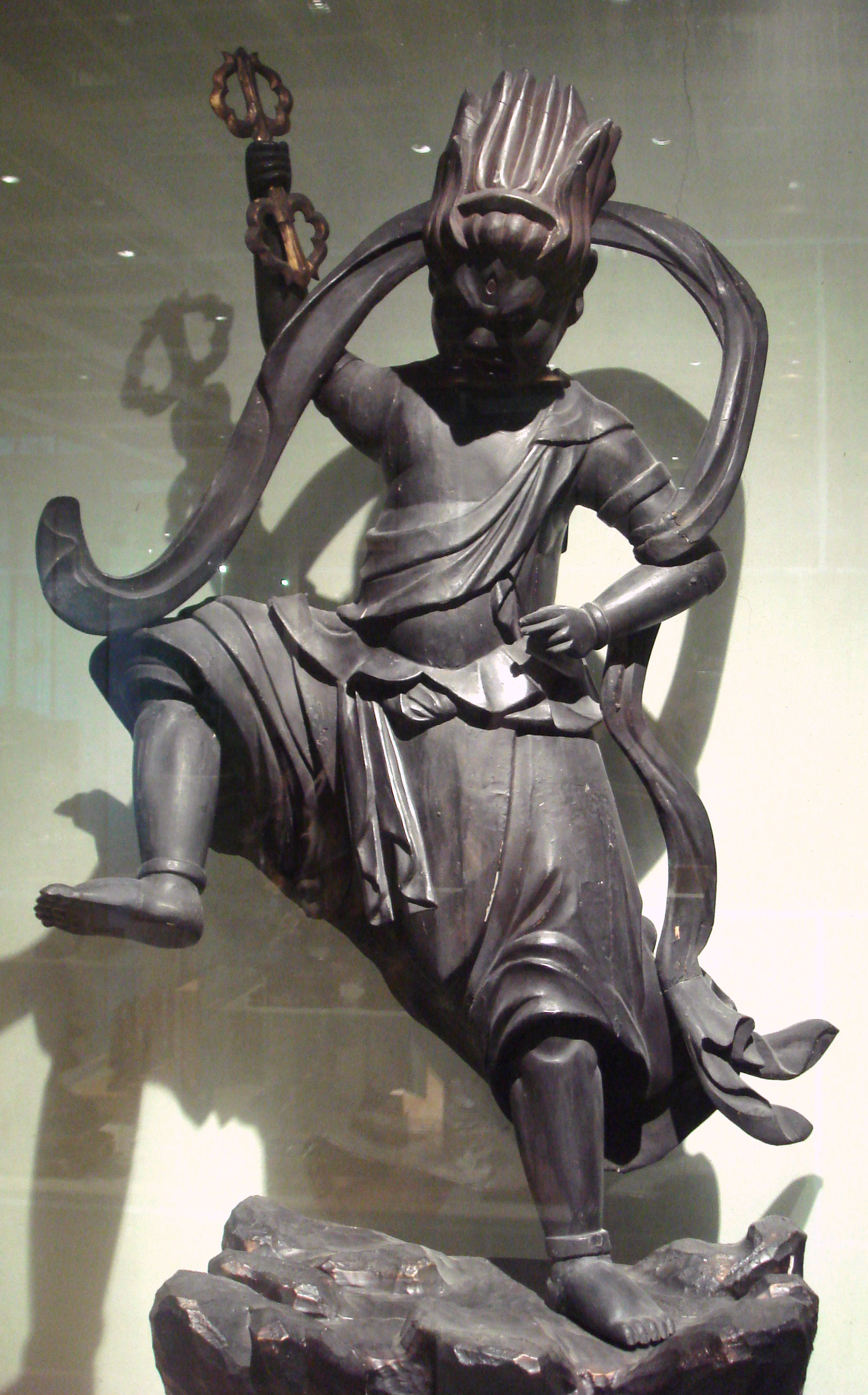
Zaō Gongen), apparition circonstancielle du mont Yoshino.

### Niveau 6: Maîtres religieux (KōsōSoshi)

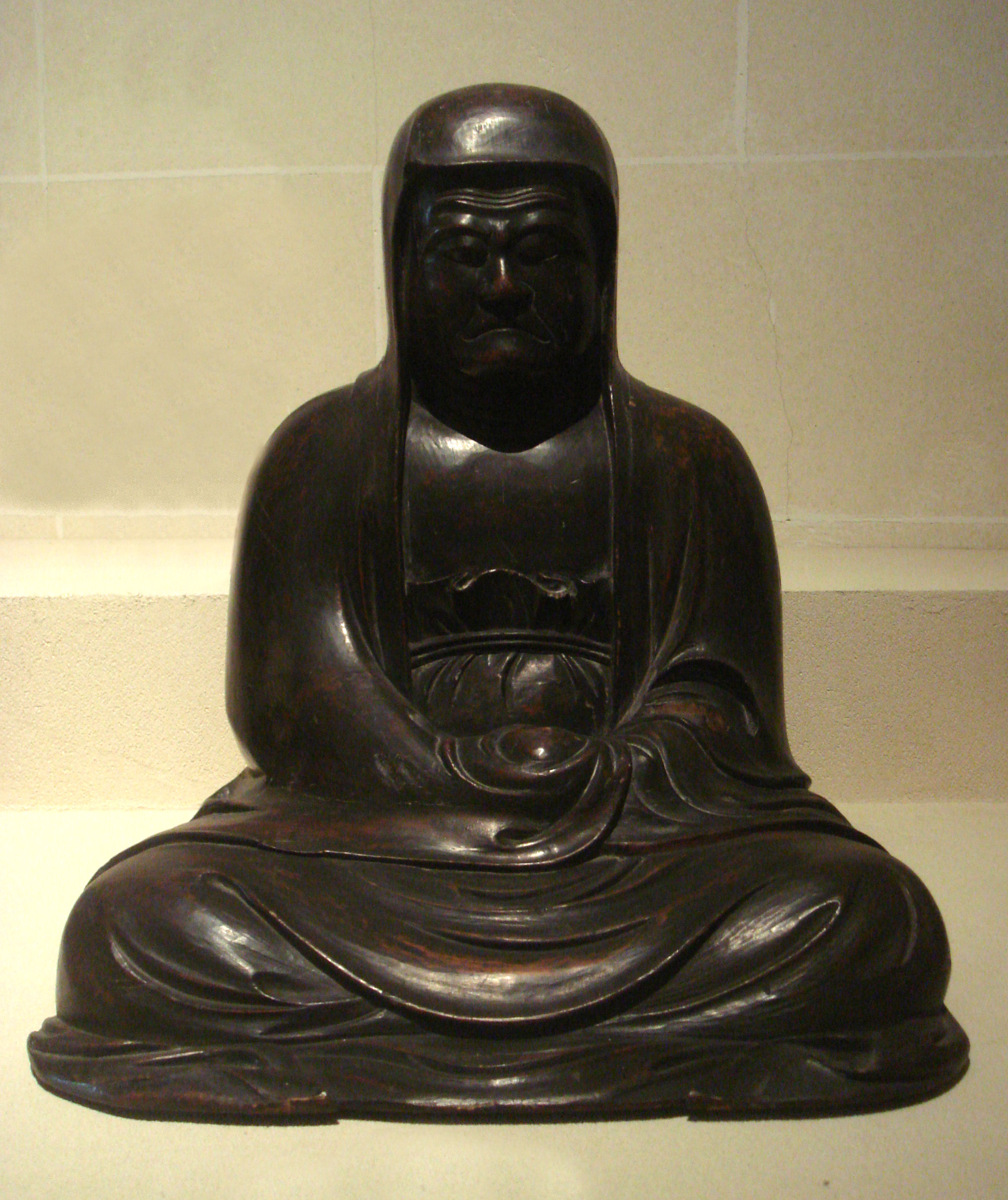
Daruma Daishi Bodhidharma, fondateur du bouddhisme zen.

Le bouddhisme a également créé une iconographie pour les hommes saints qui ont contribué à sa diffusion. Ce sont des êtres historiques, bien que certains éléments légendaires puissent leur être rattachés. Certains, tels que Kōbō-Daishi, fondateur du bouddhisme Shingon, font l'objet d'une dévotion équivalente à celle des bouddhas ou des bodhisattvas. Certains ont également acquis les qualités d'esprits protecteurs, tels que Battabara protecteur des bains ou Fudaishi, protecteur des bibliothèques monastiques. La liste de ces maîtres religieux comprend des hommes des « Trois pays » où le bouddhisme est né et a prospéré le long de la route de la soie : Inde, Chine, Japon. Les Seize arhats, hommes saints prédécesseurs ou disciples du Bouddha, font également partie de cette catégorie.

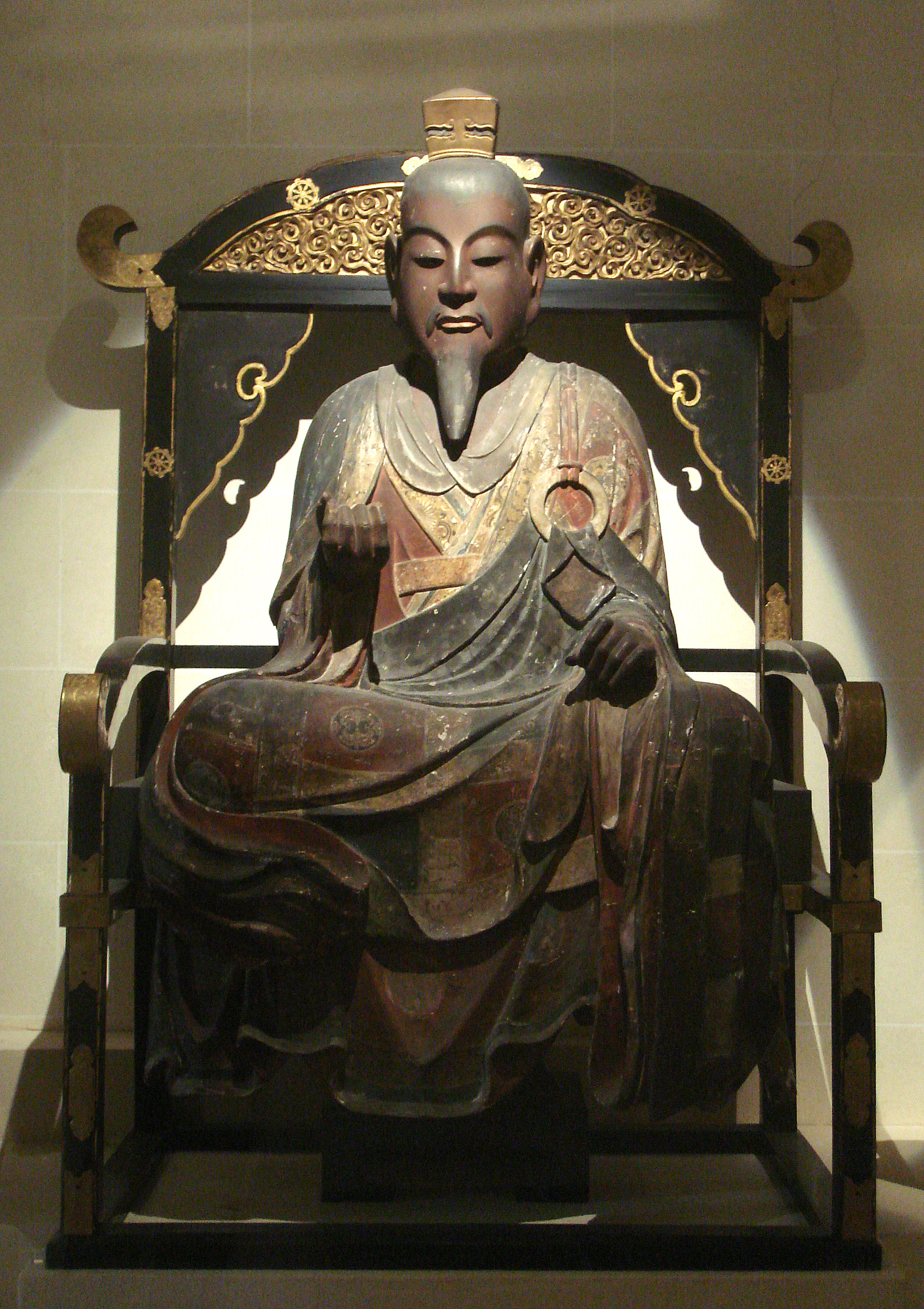
Prince Shōtoku.
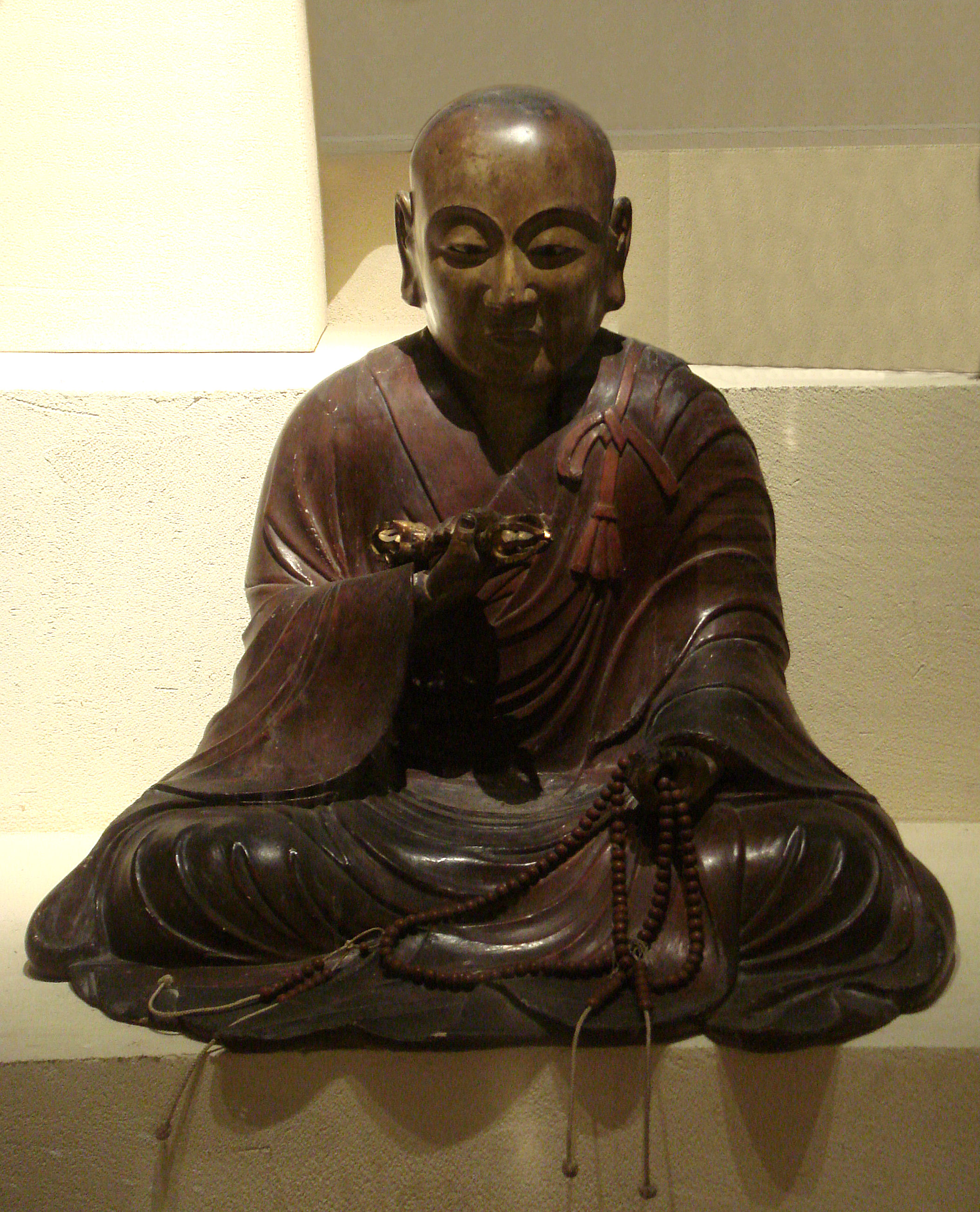
Maître Kōbō Daishi, fondateur du bouddhisme Shingon.
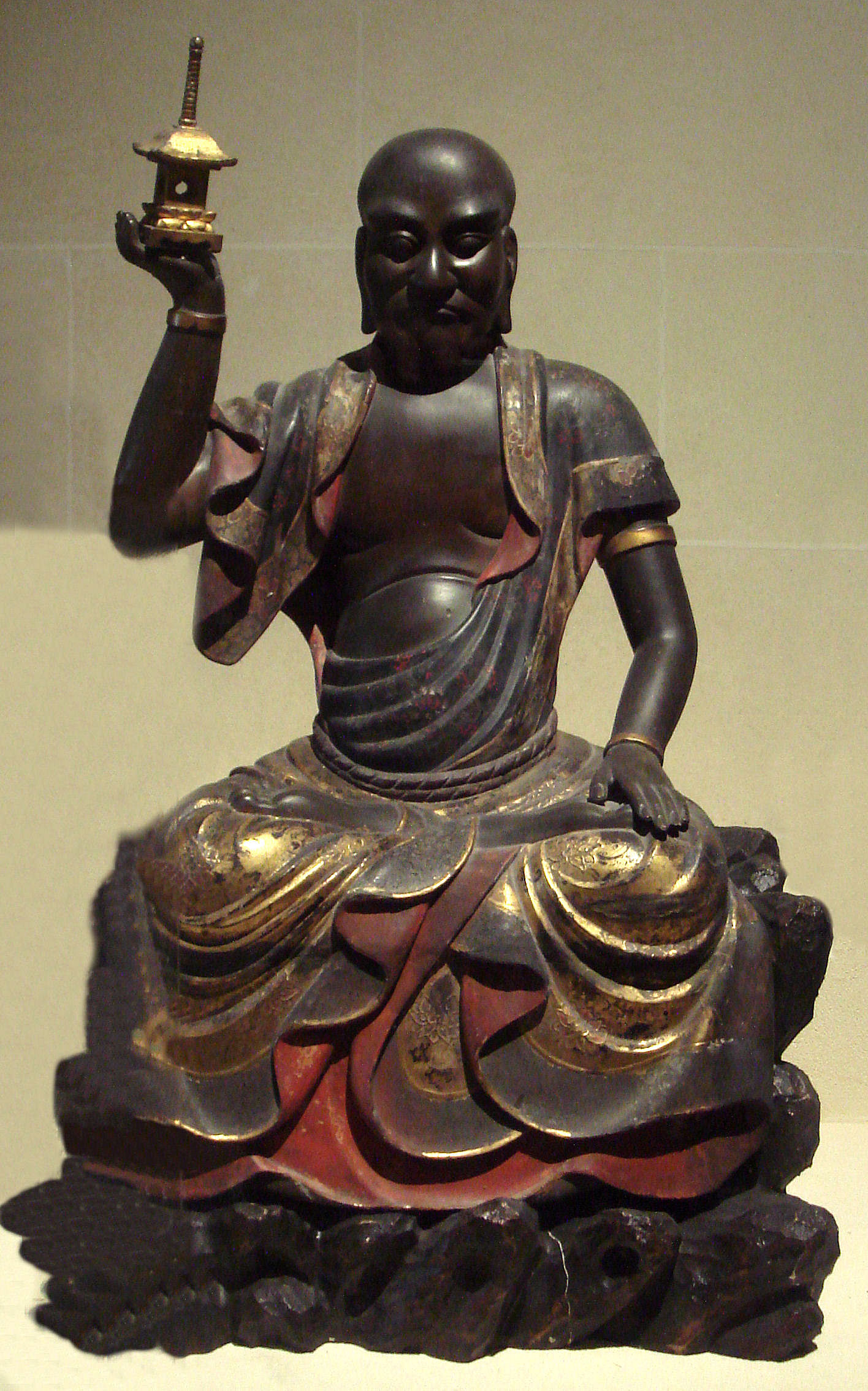
Ingada sonja, l'un des seize Arhats.
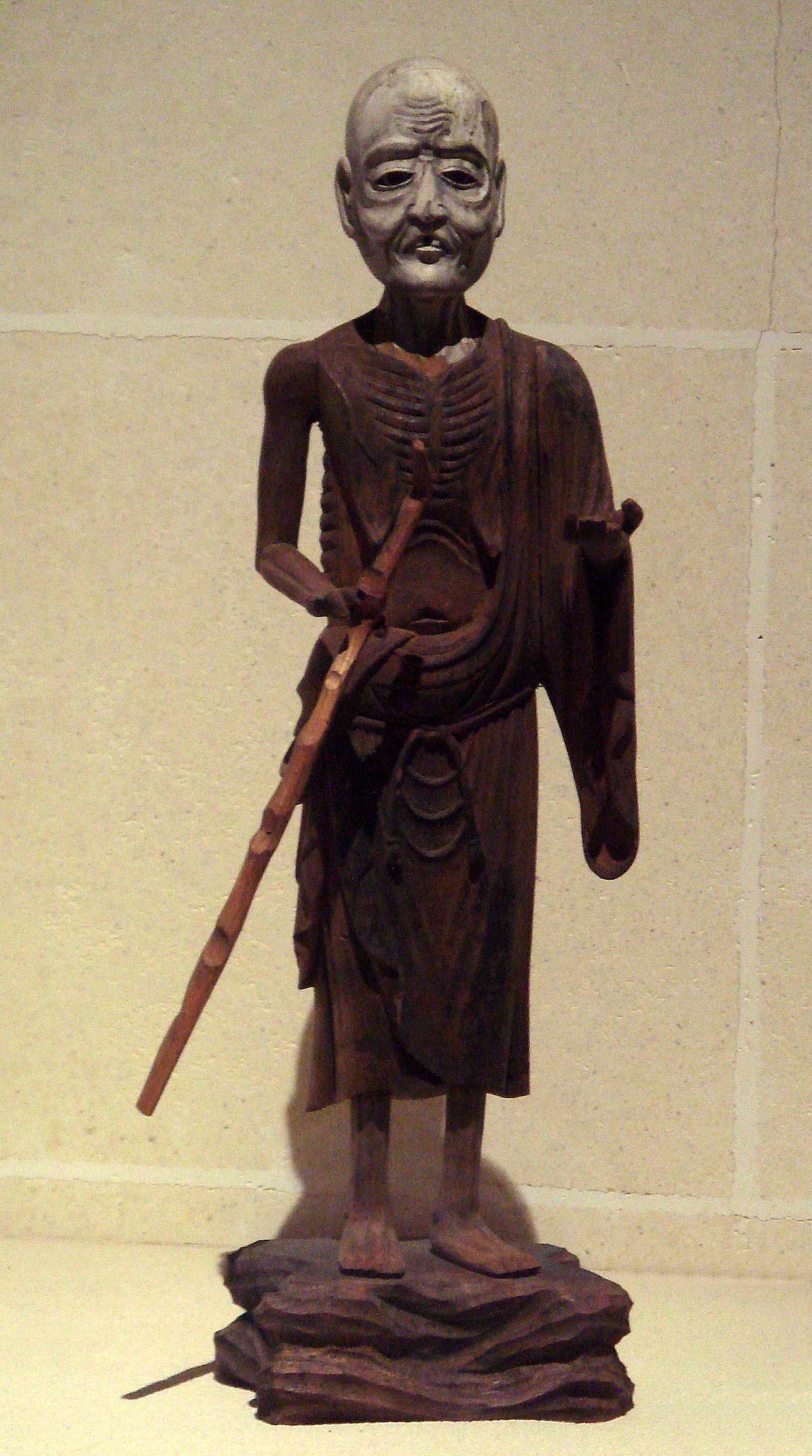
Battabara sonja, protecteur des bains.
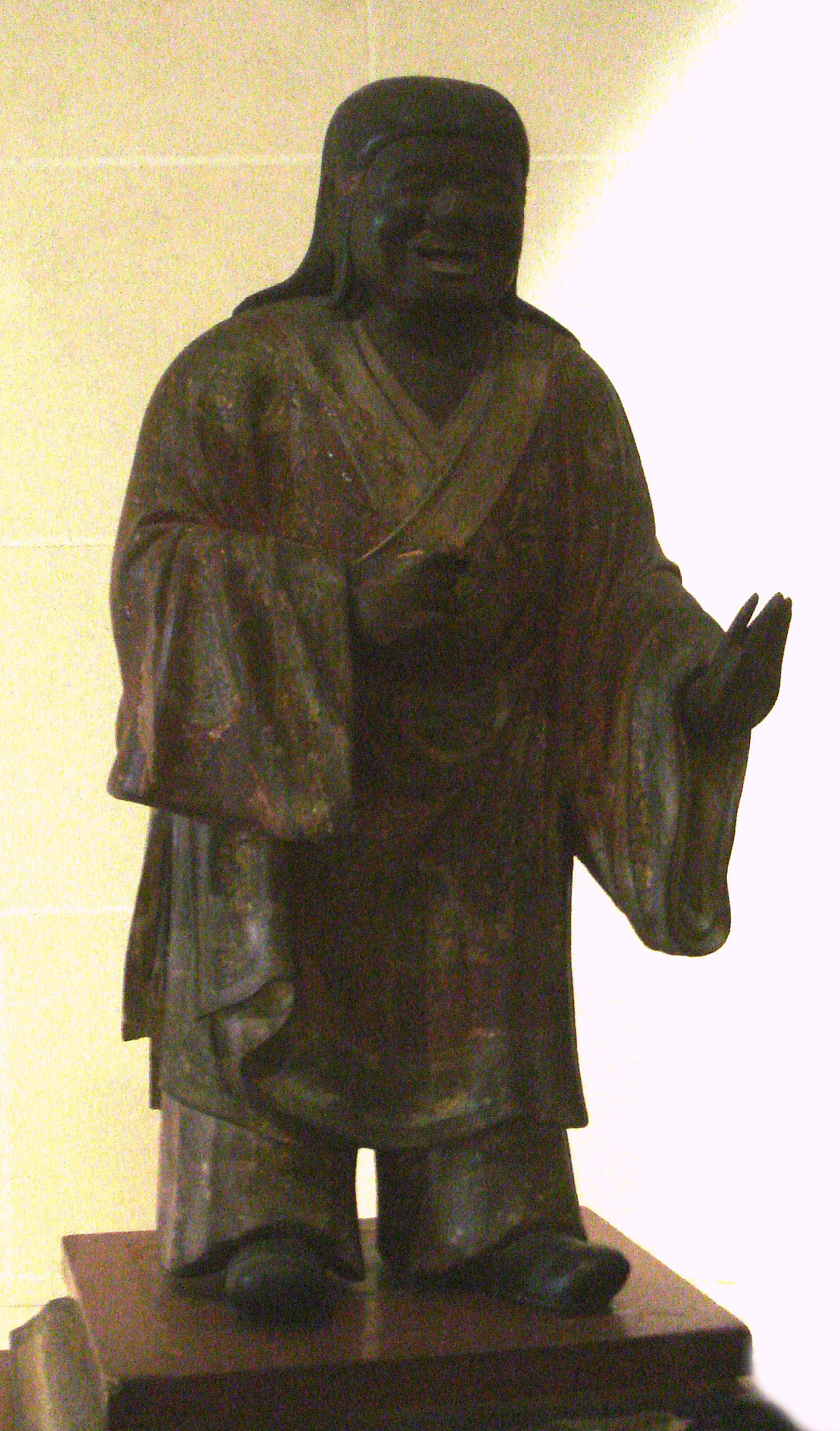
Fudaishi, créateur de Tendai et de Zen, a également inventé des bibliothèques tournantes pour les prières.
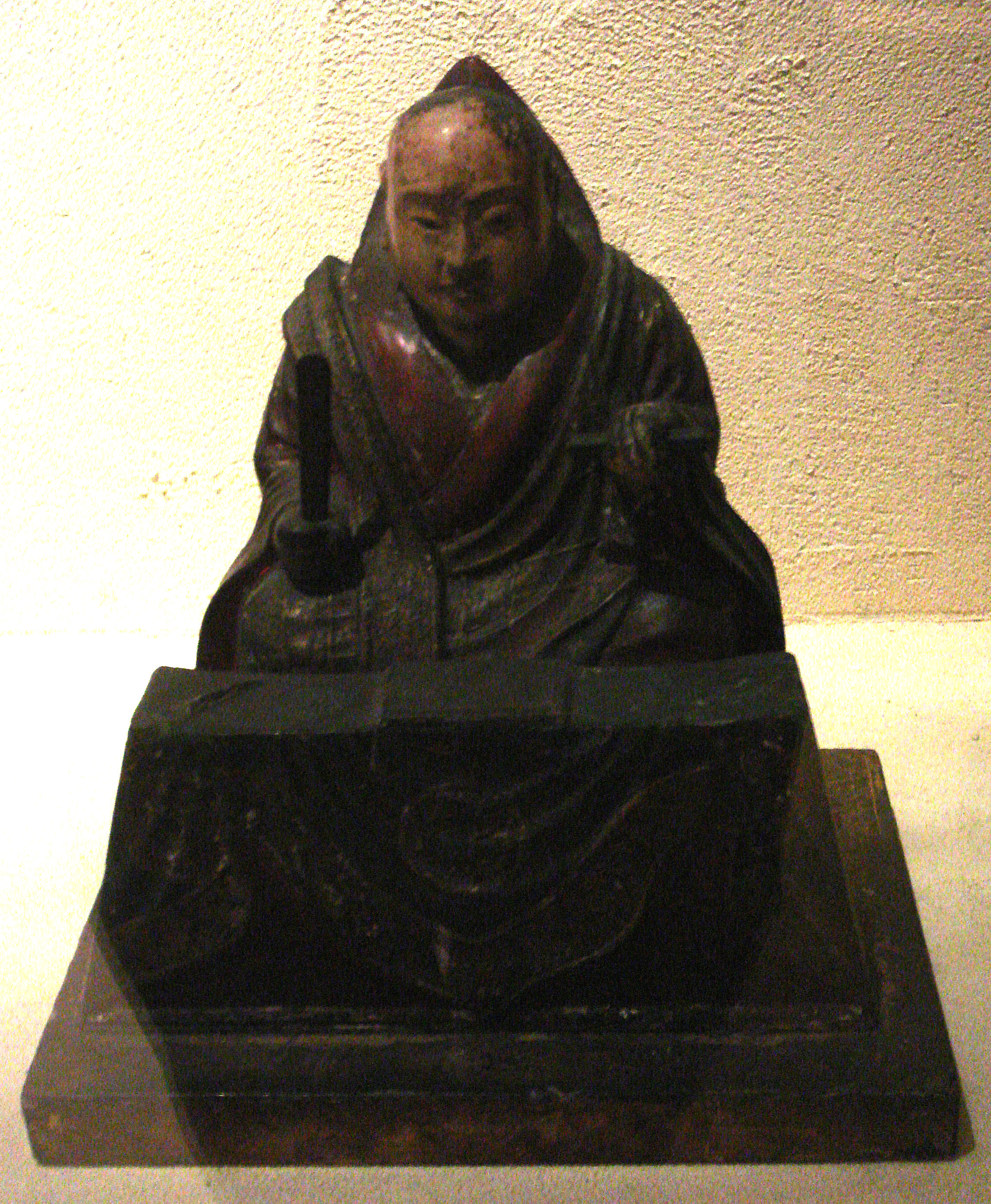
Nichiren Shōnin, fondateur du bouddhisme Nichiren.

## Huit légions
Les « huit légions » (八部衆, hachi Bushū), sont des classes d'êtres appelées les Aṣṭagatyaḥ ou les Aṣṭauparṣadaḥ, en sanskrit.
1. Tenbu (japonais : 天部) / Deva
2. Ryu / Naga
3. Yasha (japonais : 夜叉) / Yaksha
4. Kendatsuba (japonais : 乾闥婆) / Gandharva
5. Ashura (japonais : 阿修羅) / Asura
6. Karura / Garuda
7. Kinnara (japonais : 緊那羅) / Kinnara
8. Magoraka (japonais : 摩睺羅伽) / Mahoraga